# Slag om de Ardennen
De Slag om de Ardennen, ook wel Ardennenoffensief, was het laatste grote offensief van de Duitse Wehrmacht aan het westfront in de Tweede Wereldoorlog. De slag vond plaats in de Ardennen, van 16 december 1944 tot 25 januari 1945, en werd gewonnen door de geallieerden. In de Engelstalige wereld staat deze strijd bekend onder de naam Battle of the Bulge, omdat de frontlijn de vorm had van een uitstulping of zak.
In de zomer van 1944 had Duitsland zware nederlagen geleden waarin een belangrijk deel van het Duitse leger vernietigd was. Daarna waren de fronten echter tijdelijk gestabiliseerd zodat weer een pantserreserve kon worden opgebouwd. Adolf Hitler wilde nu die tanks met zijn laatste reserves aan manschappen inzetten voor een groot tegenoffensief waarmee hij de strijd alsnog in zijn voordeel hoopte te beslechten. Zo'n beslissing kon alleen in het westen vallen want aan het oostfront zou de diepte van de Sovjet-Unie iedere aanval moeiteloos opvangen. In het westen leek het echter mogelijk Antwerpen te heroveren, de enige grote haven waarmee de geallieerden voorraden konden aanvoeren. Twee pantserlegers, met veel eenheden van de Waffen-SS, moesten binnen zes dagen bij verrassing door de zwak met Amerikaanse troepen bezette Ardennen heen breken, de Maas overschrijden en Antwerpen bereiken. Daarmee zou meteen het Britse leger omsingeld worden zodat het kon worden vernietigd, een wellicht fatale slag voor de oorlogsinspanning van de westelijke geallieerden.
Op 16 december ging het offensief van start. Slecht weer bood de Duitse troepen dekking tegen de oppermachtige geallieerde luchtmacht. Het maakte echter ook de wegen van de Ardennen vrijwel onbegaanbaar. Het noordelijke 6e Pantserleger wist wel door te breken en een dertigtal kilometers op te rukken maar slaagde er niet in het doorbraakpunt naar het noorden te verbreden doordat de Amerikaanse troepen op de heuvelrug van Elsenborn standhielden. Uiteindelijk liep men hierdoor vast en kon men Luik - waar de Maas moest worden overgestoken - niet bereiken. Zuidelijker had het 5e Pantserleger meer succes. De doorbraak sloeg een brede bres in het Amerikaanse front en de Duitsers bleven een week naar het westen oprukken, bijna ten oosten van Dinant de Maas bereikend. Op dat moment was de Amerikaanse 101e Luchtlandingsdivisie al naar het wegenknooppunt Bastenaken gereden en had dit sterk ter verdediging ingericht. De omsingelde Amerikanen verdedigden het stadje tegen alle aanvallen en verstoorden daarmee de Duitse aanvoer. Bij gebrek aan brandstof en munitie moesten de Duitse tanks op 25 december bij Celles hun opmars staken.
De Amerikaanse bevelvoering in het noorden van de Ardennen was in het ongerede geraakt. De Britse veldmaarschalk Bernard Montgomery nam daar het bevel over, bouwde een hecht front op, en posteerde Britse troepen dwars op de Duitse opmarsroute bij Dinant. Tegelijkertijd kwam de Amerikaanse generaal George Patton uit het zuiden te hulp met het 3e Leger en ontzette Bastenaken. Het weer werd zonniger en jachtbommenwerpers teisterden de Duitse troepen. Uit alle fronten toestromende Amerikaanse pantserdivisies schiepen een grote geallieerde overmacht aan tanks. Adolf Hitler wilde echter niet toegeven dat het offensief mislukt was en beval alsnog Bastenaken te nemen. Na zware strijd mislukte dat. Montgomery viel de Duitse aanvalswig uit het noorden aan, en Patton uit het zuiden. Hitler stond nu toe de Ardennen te ontruimen en rond 25 januari waren de Duitsers weer terug op hun beginposities.
Het offensief leidde tot spanningen tussen de Britten en de Amerikanen. De geplande geallieerde aanvallen op het Rijnland werden zes weken uitgesteld. Zowel Duitsers als Amerikanen leden forse verliezen aan tanks en manschappen. De Amerikanen hadden echter vrijwel onuitputtelijke materieelreserves. De Duitsers daarentegen hadden nu geen pantserreserve meer om het grote offensief van het Rode Leger op te vangen, dat op 12 januari 1945 aan de Weichsel losbarstte. Eind januari stonden de Sovjetlegers voor Berlijn.

## Aanloop naar het offensief

### Het plan
Het Ardennenoffensief was een persoonlijk plan van Adolf Hitler om aan het westelijke front de meest noordelijke troepen van de geallieerden af te snijden van hun bevoorradingslijnen en ze daarna te vernietigen. Al sinds de zomermaanden van 1944, toen Duitsland catastrofale nederlagen leed in Normandië en Wit-Rusland, liep hij rond met de gedachte om nog één keer over te gaan tot een groot, succesvol offensief.
Begin september hadden de geallieerden door een snelle opmars Antwerpen bevrijd, wat hun voor het eerst een grote haven verschafte om zich te bevoorraden. Al op 6 september beval Hitler een grote tegenaanval voor te bereiden om Antwerpen te heroveren. Op 16 september overlegde Hitler voor het eerst met zijn generale staf over de concrete opties. Nadat Hitler van Gerd von Rundstedt de situatie in het westen had doorgekregen, besloot hij om op 25 september dieper op zijn plannen in te gaan. De situatie aan het oostfront leek geen kans op beslissend succes te bieden voor een inzet van grote reserves. In het westen daarentegen waren er wel degelijk mogelijkheden omdat het aantal geallieerde divisies er veel lager lag en ze een beperkte strategische diepte hadden om zich terug te trekken.
Er zijn verschillende redenen waarom Hitler de Ardennen koos als operatiegebied. Waarschijnlijk was het feit dat hij daar in mei 1940 zijn eerste opzienbarende succes aan het westfront had geboekt er een van. Toen had hij een gewaagd plan, Fall Gelb, later wel de Sichelschnitt genaamd, goedgekeurd waarvan de succesvolle uitvoering tevoren onmogelijk had geleken. Achteraf raakte Hitler ervan overtuigd dat hij het plan zelf had bedacht in plaats van een van zijn beste strategen, Erich von Manstein. De situatie en de krachtsverhoudingen waren toen echter geheel anders dan in 1944. In 1940 kon hij de helft van zijn leger op dit gebied concentreren, in 1944 moest hij op vele fronten tegelijkertijd oorlogvoeren. In 1940 had de Luftwaffe luchtoverwicht, maar nu de geallieerden. Slecht weer kon daartegen dekking bieden maar zou ook het slechte wegennet van de Ardennen bijna ondoordringbaar maken. Tijdens Fall Gelb hadden de Belgen en Fransen de Ardennen meteen ontruimd; nu lag er een front dat doorbroken moest worden. Hitler wilde echter het gegeven uitbuiten dat de geallieerden in het noorden een sterkere aanvalsvleugel hadden terwijl hun zuidelijke vleugel in de sector van de Ardennen slechts matig bezet was. Door de vernietiging van twintig à dertig geallieerde divisies van de in totaal 62 divisies aan het westfront zou de strijd in het westen in één keer in het voordeel van Duitsland moeten worden beslist. Daarvoor wilde hij zelf 45 divisies uittrekken.
De operatie zou pas een succes genoemd kunnen worden als de overige stellingen aan het westfront, met inbegrip van die in Nederland, gehouden konden worden en de Westerschelde kon worden afgesloten. Daarbij moest de situatie aan het oostfront stabiel zijn, zodat daar geen beroep op de krachten van de strategische reserve hoefde te worden gedaan. Er moest zekerheid bestaan dat de reserves aan manschappen voor de duur van de operatie voor het westfront beschikbaar waren. Het belangrijkste was echter dat de voorste gevechtseenheden de tegenstander aan het front snel zouden verslaan, zodat de vijand geen tijd zou hebben het offensief met reserves te stuiten. Dat zou kunnen als de aanvalswig een betrekkelijk geringe afstand hoefde af te leggen voordat het hoofddoel bereikt was. Op 9 oktober legde Alfred Jodl nog één keer alle aanvalsmogelijkheden naast elkaar. De verschillende mogelijkheden werden gepresenteerd als vijf operatieplannen:
I. Operatie Nederland. Deze optie behelsde een frontale aanval om het Britse leger te verpletteren. De aanval zou vanuit de sector Venlo in westelijke richting in de richting van Antwerpen worden ondernomen.
II. Operatie Luik-Aken. Deze aanval had het oprollen van een lang stuk van het Amerikaanse front ten doel. Een hoofdaanval zou uit de noordelijke punt van Luxemburg naar het noordwesten worden gericht. De aanval moest daarna naar het noorden zwenken om dan samen te vallen met een in die richting ondernomen nevenaanval vanuit het gebied ten noordwesten van Aken.
III. Operatie Luxemburg. Hiervan was het doel de vernietiging van het Amerikaanse Derde Leger. Twee aanvalsspitsen uit het midden van Luxemburg en de sector Metz zouden in de sector Longwy bijeenkomen en het gebied van Minette bezetten.
IV. Operatie Lotharingen. Twee aanvalsvleugels moesten oprukken vanuit Metz en Baccarat, plaatsen die ten westen van de Vogezen liggen, met het doel bij Nancy samen te komen.
V. Operatie Elzas. Twee aanvallen vanuit het gebied ten oosten van Épinal en Montbéliard met het doel nabij Vesoul samen te komen.

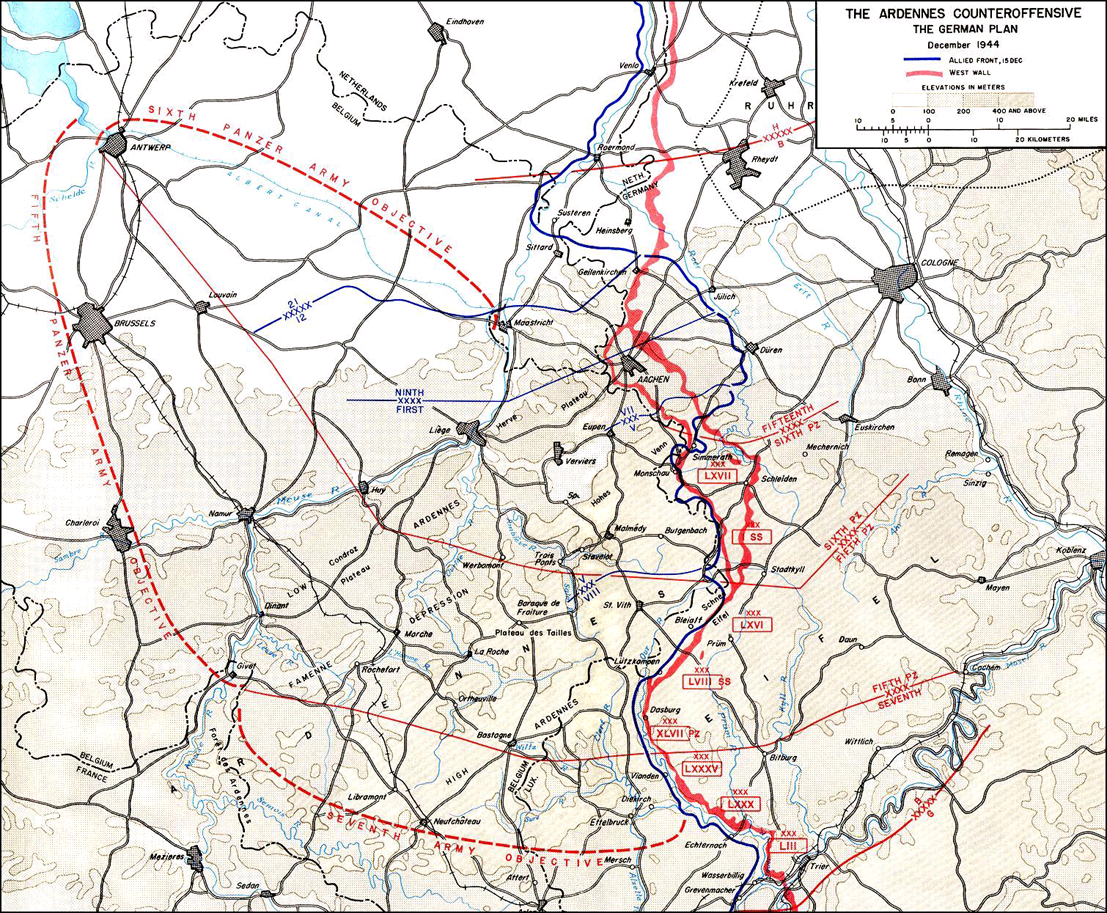
De opzet van het aanvalsplan

Nadat de militaire staf de voor- en nadelen van de verschillende operatieplannen tegen elkaar had afgewogen, kwam de nadruk steeds meer te liggen op de varianten 1 en 2. Een doorbraak door de Ardennen zou gecombineerd worden met een opmars naar Antwerpen. Op 22 oktober gaf Hitler de stafchefs van het Oberbefehl West en van de Heeresgruppe B, Siegfried Westphal en Hans Krebs, de mogelijkheid om naar het plan te komen kijken en zich er vertrouwd mee te maken. Hij maakte de generaals het plan duidelijk en verklaarde dat Duitsland met het oog op de oorlogssituatie eindelijk eens een offensief moest beginnen. Het moest eens afgelopen zijn met dat 'eeuwige verdedigen'. Het offensief zou uit twee fasen bestaan. In de eerste fase kwam het erop aan de Maas te bereiken en een bruggenhoofd te vestigen. Deze fase moest op de vierde dag voltooid zijn. In de tweede fase moest de stad Antwerpen worden genomen, op de zesde dag. Het doel van de operatie was de geallieerde strijdkrachten ten noorden van de lijn Bastenaken-Brussel-Antwerpen af te snijden en te vernietigen. Minstens zo belangrijk was de uitschakeling van de haven van Antwerpen, want die haven gold als belangrijke aanvoerhaven voor de geallieerde troepen.
Na alle aanvalsplannen te hebben doorgenomen, noemde Hitler 25 november als dag van de aanval.
In het hoofdkwartier van de Heeresgruppe B en bij het Oberbefehl West maakten Von Rundstedt en Model onmiddellijk hun bezwaren tegen de opzet van de operatie kenbaar. Zij kwamen daarom met alternatieve voorstellen.

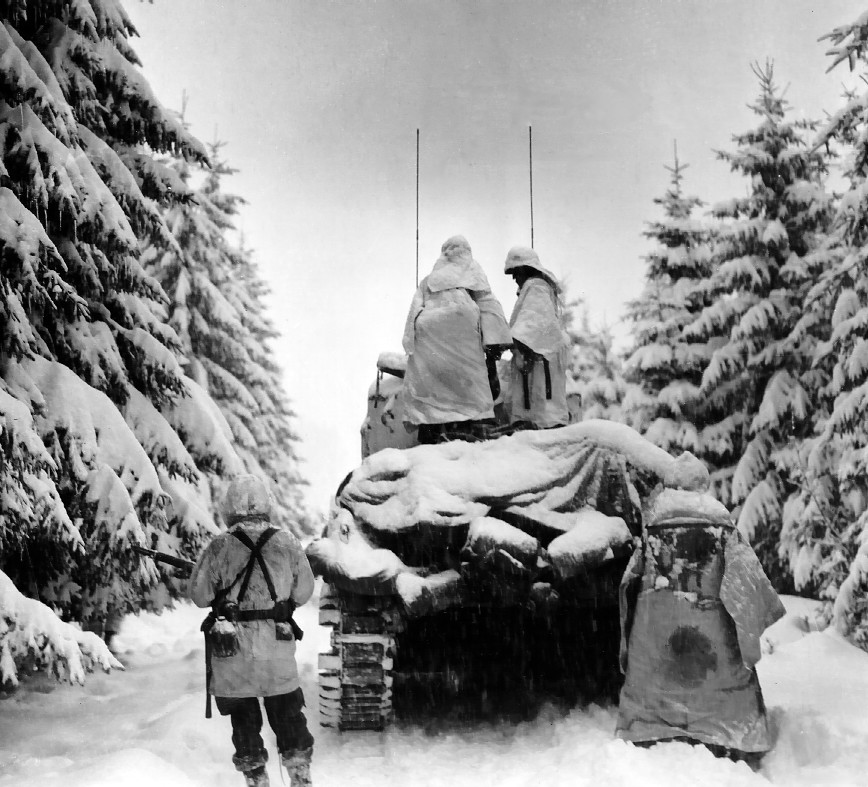
Amerikaanse soldaten verplaatsen zich met een M4 M4 Sherman-tank.

### Duitse commandanten pogen vergeefs Hitler van zijn plan af te brengen
Op 27 oktober besprak Von Rundstedt de plannen van de operatie met zijn medewerkers. Ook zij kwamen tot de conclusie dat het offensief te hoog gegrepen was. Von Rundstedt ging zijn eigen plan ontwerpen, zoals dat door het Oberkommando der Wehrmacht (OKW) was bevolen. Het kreeg de codenaam 'Martin'. Volgens dit plan zouden twee pantserlegers over een frontbreedte van veertig kilometer tussen Simmerath, ten noordoosten van Monschau, en Bleialf tot aan de Maas doorstoten. Zowel in het noorden als in het zuiden zou een leger de flanken dekken. Een tweede aanvalsgroep moest ten zuidwesten van Roermond langs de stad trekken om zich bij Luik bij de vleugel te voegen.
In tegenstelling tot Von Rundstedt verwierp Model een tweede aanval. Zijn voorstel: Herbstnebel was om met twee pantserlegers over een breedte van zestig kilometer tussen Hürtgenwald en Lützkampen door te stoten naar de Maas. Eind oktober kwamen beide bevelhebbers echter tot een compromis en konden ze het plan 'Martin', met een beperkte doelstelling, voltooien. Ze besloten een aanval te lanceren vanuit twee punten. De eerste aanval zou vanuit de Eifel worden ingezet en de tweede zou plaatsvinden in de sector Roermond. Dit zou de Amerikaanse strijdkrachten vernietigen die het Rijnland dreigden binnen te dringen. Beide opperbevelhebbers waren van oordeel dat Hitlers plan gezien de beschikbare krachten te verreikend was. Het OKW hield echter nog steeds vast aan de ambitieuze doelstelling, zoals deze door Hitler was opgesteld.
Model en Von Rundstedt probeerden de gehele maand november Hitler en Jodl ervan te overtuigen dat het zinvoller was om eerst met kleinere operaties te beginnen, waarop de grote operatie dan later kon aansluiten. Hitler gaf echter niet toe aan zijn generaals en liet de volgende aantekeningen maken:
1. "De ambitieuze doelstelling blijft."[8]
2. "Afdelingen met andere mening moeten worden overtuigd."[8]

Inmiddels was het laatste Duitse bruggenhoofd ten westen van de Maas bij Venlo grotendeels door de geallieerden ingenomen. Met Operatie Nutcracker had het Britse leger vanaf 14 november de linkeroever van de Maas in Noord-Limburg in een tangbeweging schoongeveegd. Blerick werd als laatste op 3 december bevrijd. Model deed op 2 december nog een laatste poging Hitler om te praten, maar het mocht niet baten. Al wees Model nog zo op de wanverhouding tussen sterkte en doelstelling, waarbij hij vooral de nadruk legde op het geallieerde luchtoverwicht, Hitler bleef bij zijn besluit. Daarmee was het uiteindelijke besluit ten gunste van de 'grote doelstelling' gevallen. Op 11 en 12 december liet Hitler zijn generaals en divisiecommandanten van de Heeresgruppe B in zijn hoofdkwartier, nabij Bad Nauheim, bijeenkomen. Hij wilde hun mededelen dat zijn besluit onveranderd bleef en de 'grote doelstelling' werd nagestreefd. Hij motiveerde zijn beslissing op politieke en militaire gronden. Of hij zijn gasten kon overtuigen, is onduidelijk.
Op 1 november had de chef van de Wehrmachtführungsstab, de stafchef van het Oberbefehl West, het eerste marsbevel toegezonden. De grote doelstelling van Unternehmen Wacht am Rhein, was de tegenstander ten noorden van de lijn Bastenaken-Brussel-Antwerpen te vernietigen. Het was de taak van de Heeresgruppe B om met drie legers door het geallieerde front te breken en enkele strategische plaatsen te bezetten. Van daaruit kon men dan de aanval op de afgesneden divisies inzetten. Om dit te bereiken moest het 6e Pantserleger aan weerszijden van Luik de bruggen over de Maas ongeschonden in handen krijgen. Daarnaast moest in noordelijke richting een sterk afweerfront worden gebouwd, waarna men moest doorstoten naar het Albertkanaal. Dat moest tussen Maastricht en Antwerpen in Duitse handen vallen, en de sector ten noorden van Antwerpen moest eveneens worden veroverd.
Tegelijkertijd moest het 5e Pantserleger de Maas tussen Fumay en Namen oversteken, en op de lijn Antwerpen-Brussel-Namen-Dinant verhinderen dat geallieerde reserves vanuit het westen het de achterhoede van het 6e Pantserleger lastig zouden maken. Het 7e Leger moest de zuidelijke en zuidwestelijke flank dekken, met als taak de Maas en de Semois te bereiken. Bovendien moest het ten oosten van Luxemburg aansluiting zoeken met het Moezelfront. De doorbraak van Heeresgruppe B moest in een opvolgende fase door Heeresgruppe Student worden uitgebuit zodra de omsingelde vijandelijke troepen in een verwachte poging naar het zuiden uit te breken sterkere eenheden begonnen in te zetten tegen de afsluiting tussen de Roer en Maas of tegen het Albertkanaal. Dat zou de frontlinies in Nederland verzwakken die dan van het noorden uit konden worden doorbroken.

### De voorbereidingen

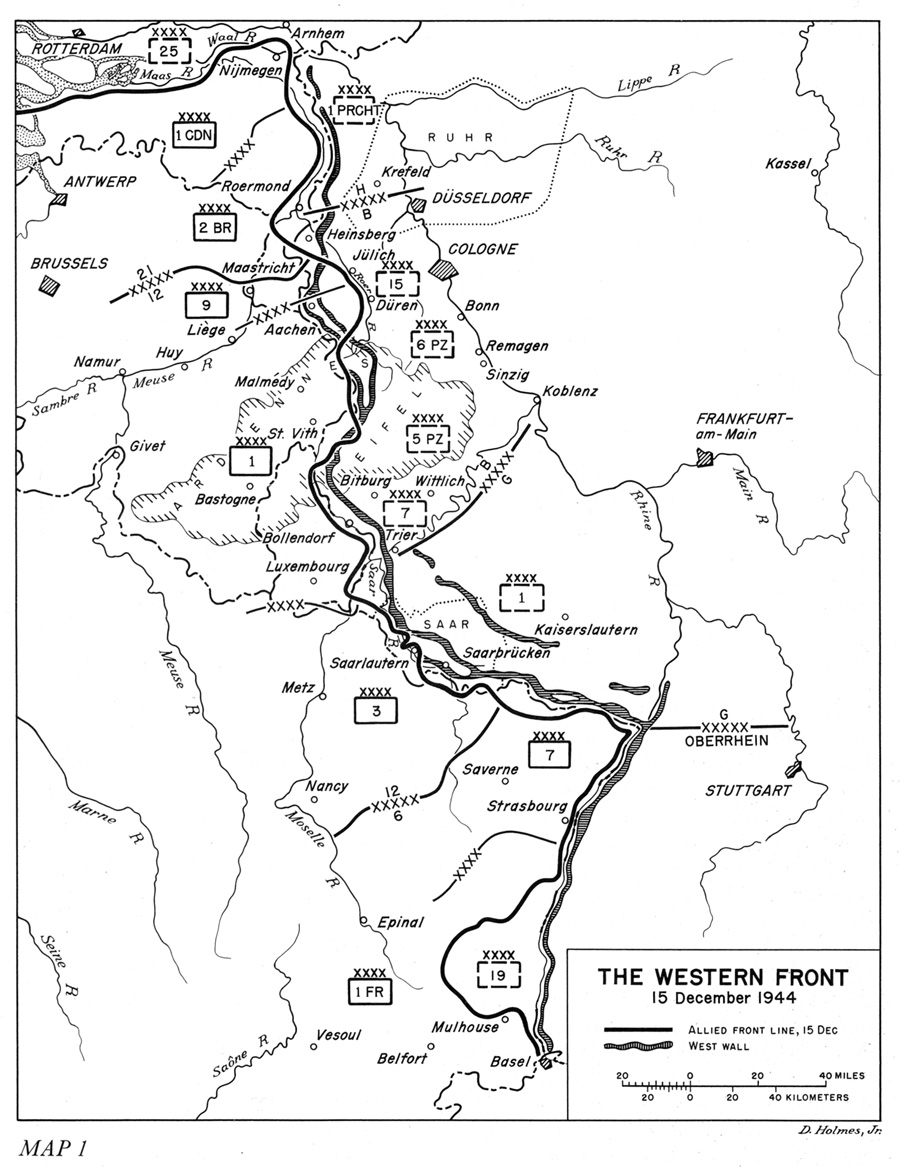
Westelijk front op 15 december 1944

In september 1944 waren de systematische voorbereidingen voor het offensief al begonnen. Om de legereenheden die tot de aanval moesten overgaan moed in te blazen, kregen de divisies een volledig nieuwe uitrusting. De troepen werden getraind op het uitvoeren van tegenaanvallen en gevechten in de nacht. Eind oktober beval het OKW om grote brandstofreserves aan te leggen, zodat er voldoende brandstof zou zijn tijdens het offensief. Dit alles verliep bepaald niet vlekkeloos, aangezien naast de voorbereidingen op het offensief ook strijd aan het westfront werd geleverd. De eenheden waren vaak gedecimeerd en de gevechtswaarde ervan was verminderd.
Midden september leek de gedachte aan een tegenoffensief nog onzinnig. Het Duitse westelijk front was in elkaar gestort en de restanten ervan vluchtten naar de Duitse grens. Het mislukken van de luchtlandingsoperaties in Operatie Market Garden, waaronder de Slag om Arnhem, die een snelle overgang over de Rijn hadden willen afdwingen, gaf de Duitsers echter de tijd een nieuw gesloten front te vormen. Het daarnaast nog opbouwen van een grote reserve bleek erg lastig. Men wist geen vijfenveertig divisies te verzamelen, zoals Hitler gewenst had, maar slechts zevenentwintig. Ook dat kon alleen maar door de normale opleidingsduur van nieuwe rekruten drastisch in te korten. Groepen tieners werden gemengd met een klein aantal veteranen om zogenaamde "Volksgrenadierdivisies" op te richten. Die hadden niet meer de tactische superioriteit die veel Duitse eenheden tot dan toe ten opzichte van geallieerde divisies bezeten hadden. Een beslissend nadeel was verder dat de Duitse eenheden een groot tekort hadden aan vrachtwagens terwijl de divisies van de westelijke geallieerden alle volledig waren gemotoriseerd. De logistieke ondersteuning schoot ernstig tekort. De munitieaanvoer was matig, de rantsoenen karig en de brandstofvoorziening minimaal. Men mocht slechts hopen Antwerpen te bereiken als onderweg steeds de grote geallieerde brandstofdepots in Duitse handen zouden vallen.

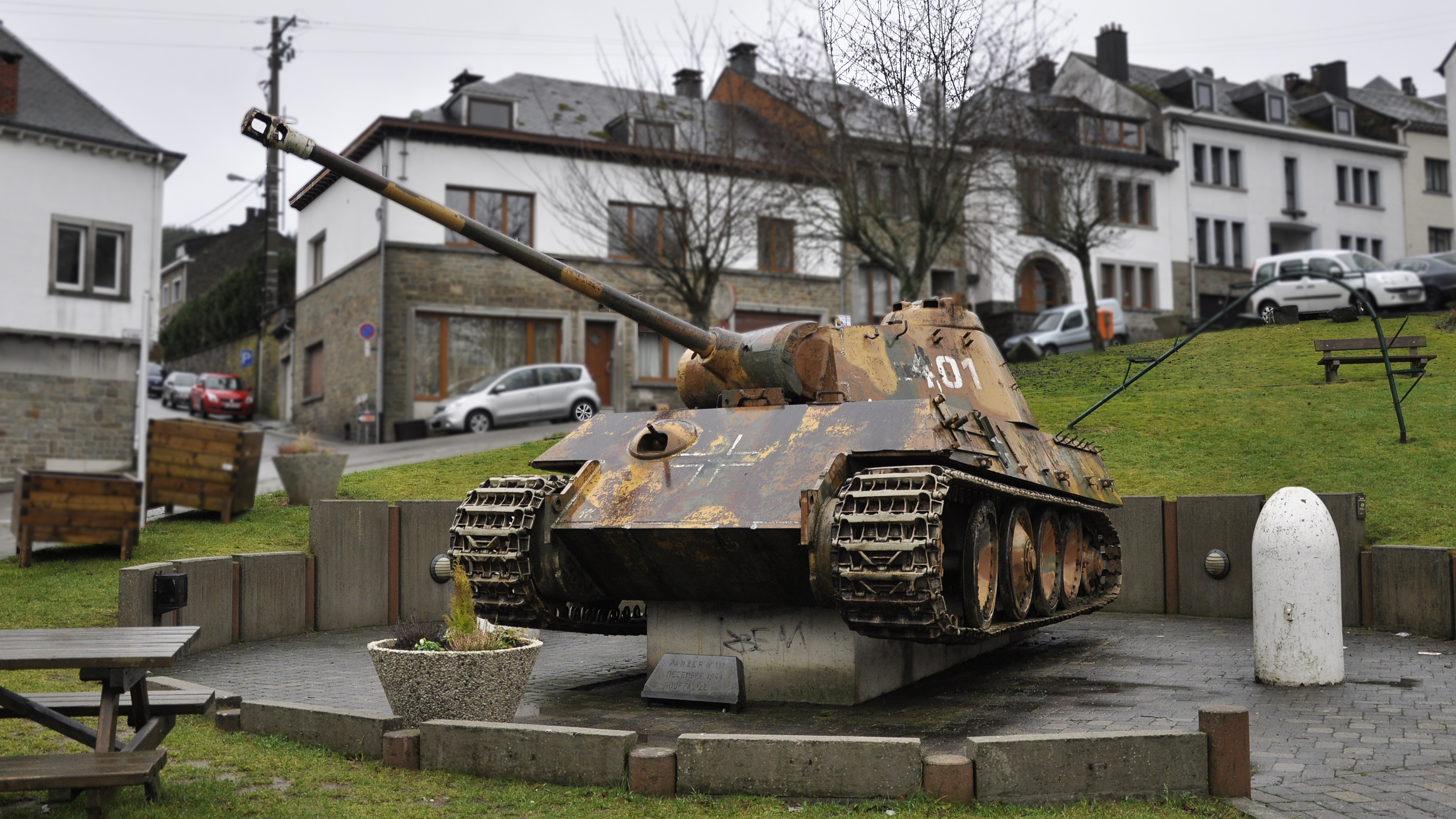
Een Panther in Houffalize, eind 1944 de Duitse standaardtank

Omdat de infanterie zwak was, zouden de pantsertroepen een beslissende rol moeten spelen. Op 15 september waren er nog maar zo'n driehonderd Duitse tanks aanwezig aan het hele westfront. In de zomer van 1944 piekte de tankproductie echter en hoewel de geallieerde bombardementen de fabricage uiteindelijk sterk zouden doen verminderen, was het door een uitloop van het leveringsproces toch mogelijk de eenheden weer aardig op sterkte te krijgen. Op 15 december was het aantal tanks in het westen weer opgelopen tot 1097. Ruim een kwart daarvan was door mechanische gebreken niet direct inzetbaar. Daarbij konden niet alle tanks bij het Ardennenoffensief worden ingezet want de andere frontsectoren hadden een minimale pantserreserve nodig. In de eerste dagen werden zeven pantserdivisies in de strijd geworpen. Samen met wat kleinere verbanden telden die 613 tanks. Iedere afzonderlijke divisie was dus niet al te groot. In deze fase van de oorlog telden Duitse pantserdivisies nog maar één pantserregiment, met twee tankbataljons. In mei 1940 rukten door de Ardennen ook zeven van zulke divisies op maar die hadden toen vijftienhonderd tanks. De sterkste divisie was nu de 1. SS-Panzer-Division Leibstandarte-SS Adolf Hitler die 124 tanks telde omdat ze versterkt was met de SS-Panzerabteilung 501, uitgerust met vijfenveertig Tiger IIs. Nog eens tweeënveertig van die zware tanks bevonden zich in de onafhankelijke Schwere Heerespanzerabteilung 506.

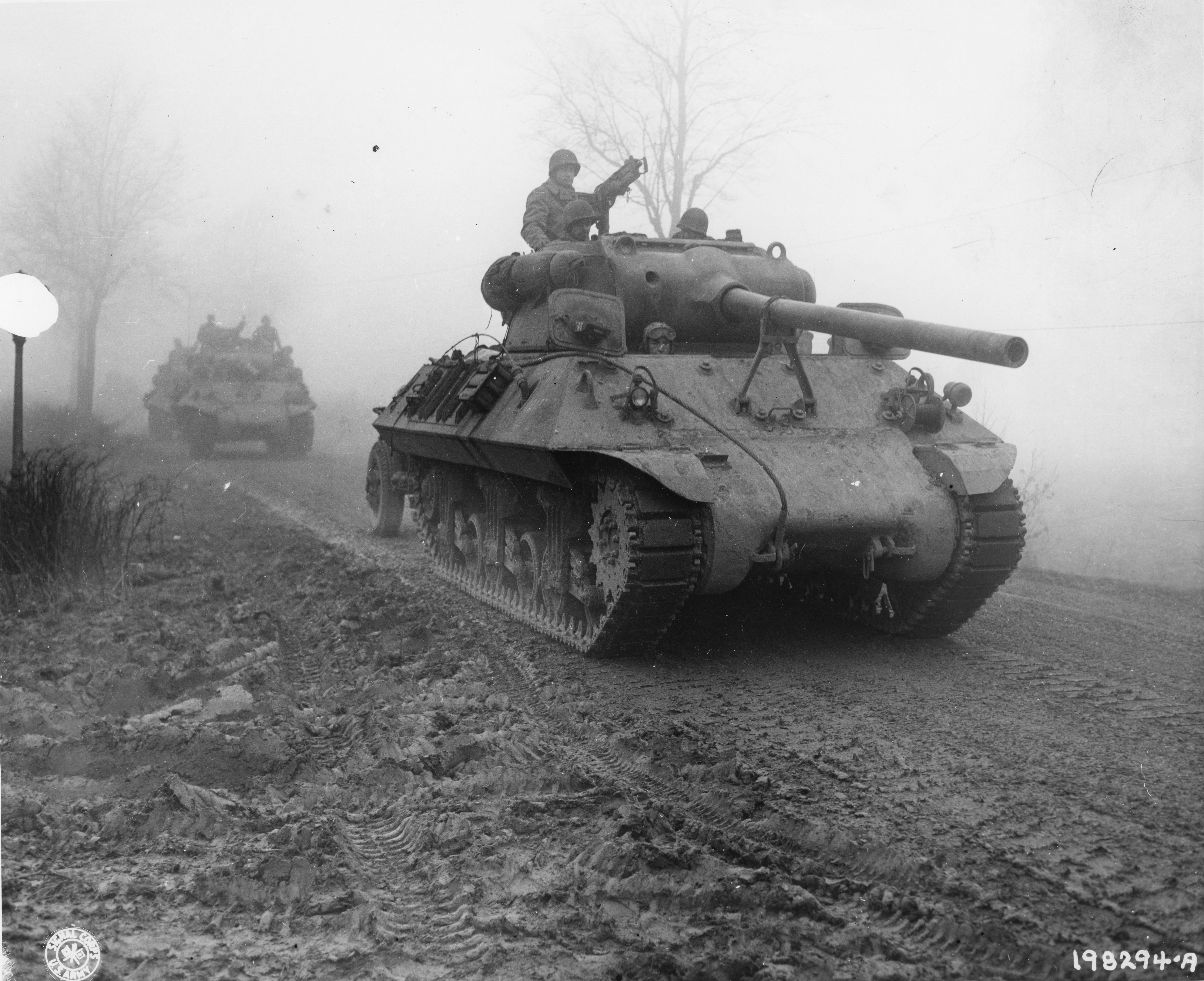
Een M36 Tankjager op weg om een Tiger II te bevechten

De Amerikaanse troepen beschikten in de aangevallen sectoren over 483 tanks en waren dus iets in de minderheid. Dat zou echter niet lang duren. De Amerikanen lieten snel pantserreserves aanrukken in de vorm van zeven van hun eigen pantserdivisies. Dat waren grote eenheden: de 2nd en 3rd Armoured Division hadden ieder in beginsel 212 middelzware tanks en de overige 159. Begin januari was de geallieerde sterkte in de slag opgelopen tot zo'n 2400 tanks. Dat de Duitsers toch een kans meenden te hebben kwam doordat hun tanks gemiddeld een stuk beter gepantserd en bewapend waren dan de geallieerde standaardtank, de M4 Sherman. Die hoge pantsering leidde wel tot extra gewicht, wat niet zo gunstig was in het modderige terrein. Omdat de normale Sherman niet zo goed bewapend was, zetten de geallieerden grote aantallen tankjagers in, licht bepantserde rupsvoertuigen met een krachtig kanon, eerst meer nog dan echte tanks. Iedere Amerikaanse infanteriedivisie had een organiek tankbataljon en twee bataljons tankjagers en daarmee meer voertuigen met een zwaar vlakbaangeschut dan een Duitse Panzerdivision in feite bezat. Ook de Duitsers hadden echter van zulke tankjagers alsmede grote aantallen gemechaniseerd geschut, voornamelijk het Sturmgeschütz III. Ook daarvan zou gedurende de hele slag de sterkte die van de eigenlijke tanks overtreffen.

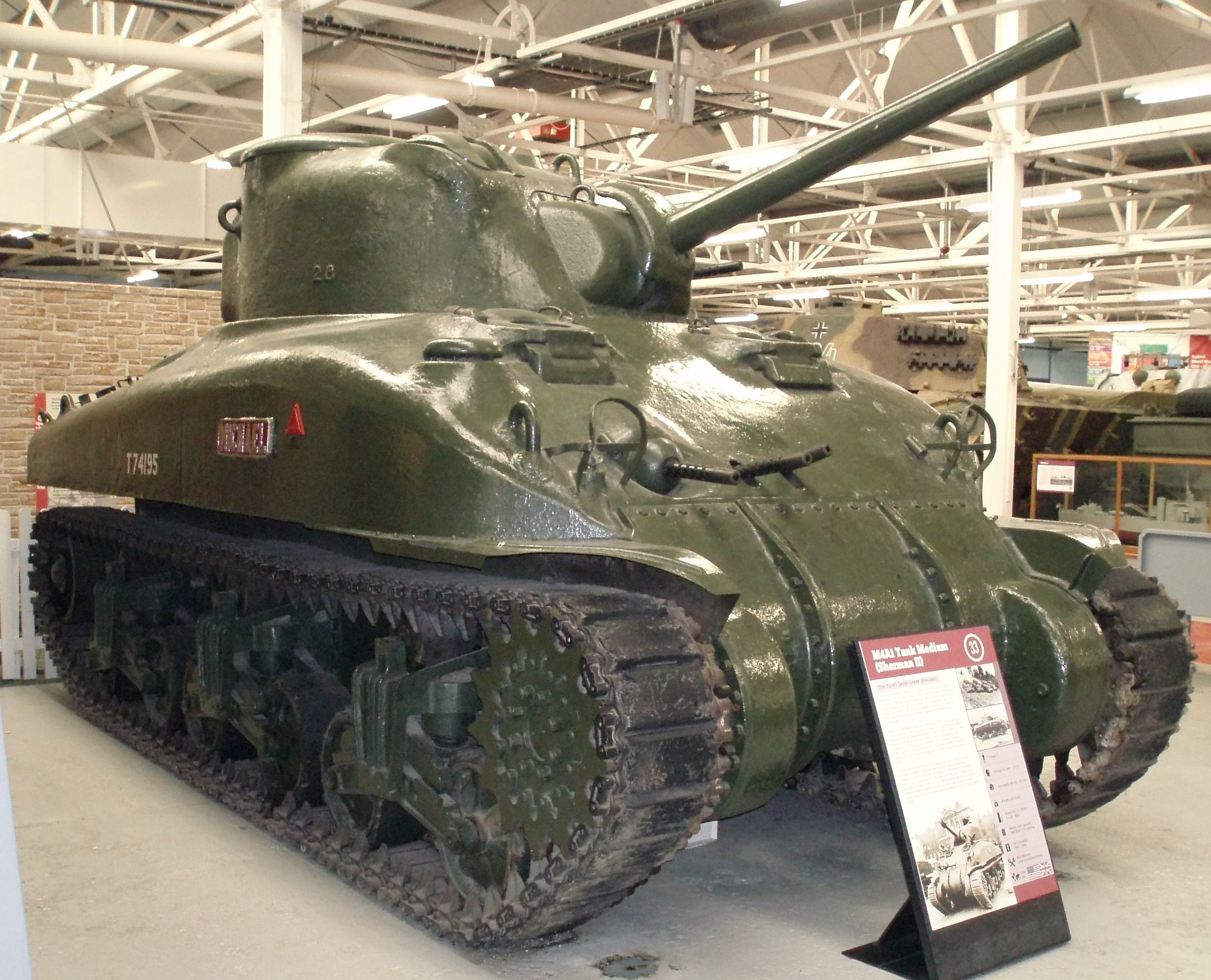
De M4 Sherman was niet opgewassen tegen de nieuwste typen Duitse tanks

Sinds november speelden tevens de strikte geheimhouding en verscheidene misleidende maatregelen een bijzondere rol. Men liet bevelen uitgaan die alleen dienden om de tegenstander in verwarring te brengen. Door middel van valse seinen en beschildering van onderkomens, werd de opmars van een, in feite niet bestaand, '25e Leger' naar de sector Mönchengladbach-Keulen-Düsseldorf aan de geallieerden gesuggereerd. Daarnaast werden maatregelen getroffen om het voorgenomen offensief voor de tegenstander verborgen te houden. Troepen mochten zich alleen 's nachts verplaatsen. Overdag werden de tanks in schuren en dichte bossen verscholen. Slechts een kleine groep officieren was bekend met de plannen. Pas half november werden de commandanten te velde ingelicht over het aanstaande offensief. Begin december volgden de divisiekaders, terwijl de regiments- en bataljonskaders pas op 12 december 1944 werden ingelicht. Het is duidelijk dat de geheimhouding een van de voorwaarden was voor het succes van het hele offensief. Groot nadeel van deze geheimhouding: terreinverkenning van de aanstaande slag was onmogelijk. Men had tot op de dag van de aanval geen idee van de gesteldheid van het terrein. Op 15 december stonden de legers die aan het offensief zouden deelnemen in hun geheel paraat, klaar om de aanval te openen. De geheimhouding werkte vrijwel perfect. Slecht weer verhinderde een effectieve geallieerde luchtverkenning. Men had geen besef van een op handen zijnde aanval. Sommige commandanten verwachtten wel een wat groter Duits tegenoffensief, maar dan aan de Roer.
Nadat Hitler begin december het offensief had vastgesteld op 10 december, werd het nog tot tweemaal toe uitgesteld, eerst tot 12 december en vervolgens tot 16 december. Een dag voor het offensief zou starten, liet Hitler nog een bevel uitgaan naar Model om hem met nadruk te verplichten "alle van de opperste leiding komende bevelen onvoorwaardelijk uit te voeren en de gehoorzaamheid tot aan de laagste eenheid af te dwingen".
Hitler verbood de pantsertroepen aan de oostzijde van de Maas af te slaan naar het noorden, direct in de rug van de noordelijker Amerikaanse fronttroepen. Elke opeenhoping van de pantsereenheden in de sector Luik moest worden voorkomen om de opmars naar Antwerpen niet te vertragen. Als alle troepen de vastgestelde regels zouden naleven, zou de operatie een groot succes moeten worden. In een telegram vaardigde Von Rundstedt in de vroege morgen van 16 december 1944 een dagorder uit aan de soldaten van het westfront, waarin hij hen wees op het 'grote moment'. In het telegram stond het volgende: "Draagt in u de heilige plicht alles te geven en het bovenmenselijke tot stand te brengen voor ons vaderland en onze Führer".

### De naam: vanFall WeihnachtsrosetotBattle of the Bulge
Oorspronkelijk zou de aanval Fall Weihnachtsrose heten. Later liet Adolf Hitler de naam wijzigen in Unternehmen Wacht am Rhein. De oorspronkelijke naam was gebaseerd op het feit dat de aanval rond Kerst zou plaatsvinden. De nieuwe naam was bedoeld als misleiding omdat een defensieve opstelling gesuggereerd werd. De naam zou na de oorlog niet populair worden en is zelden gebruikt om het offensief aan te duiden, ook omdat Hitler twee dagen voor het offensief kwam met nog een nieuwe aanduiding: Herbstnebel. Al tijdens de eindfase van de strijd kwam de westerse pers met de aanduiding Battle of the Bulge. Dat verwees dan naar de saillant of frontboog die als een "uitstulping" werd gezien. In Duitsland sprak men na de oorlog van Ardennenoffensive en in Nederlands nam men dit over als "Ardennenoffensief". In het Frans werd het La bataille des Ardennes, de "Slag om de Ardennen".

## Het offensief

Overzicht van de Duitse aanval

### De Duitse aanval
Op 16 december brak rond 05:30 een half uur durend spervuur van tweeduizend Duitse kanonnen los op de Amerikaanse stellingen tussen Monschau en Echternach. V-1's, op weg naar Luik en Antwerpen, trokken tegelijkertijd ronkend een vurig spoor door de donkere lucht. Het 6e Pantserleger viel om 06:00 aan. Het laatste grote Duitse offensief van de Tweede Wereldoorlog was begonnen.
Door de dichte mist rukten veertien Duitse divisies vanuit de bossen van de Sneeuweifel op naar de spaarzaam bemande Amerikaanse linies tussen Monschau en Echternach. Omar Bradley, bevelhebber van de 12e Legergroep, beschikte op dat moment over 31 divisies aan de Duitse westgrens. Zestien van deze divisies lagen ten noorden van de Ardennen tussen Geilenkirchen en Monschau. Tien divisies lagen tegenover de Saar, ten zuiden van de Ardennen. Slechts vijf divisies waren gelegerd langs het circa tweehonderd kilometer lange front in de Ardennen.

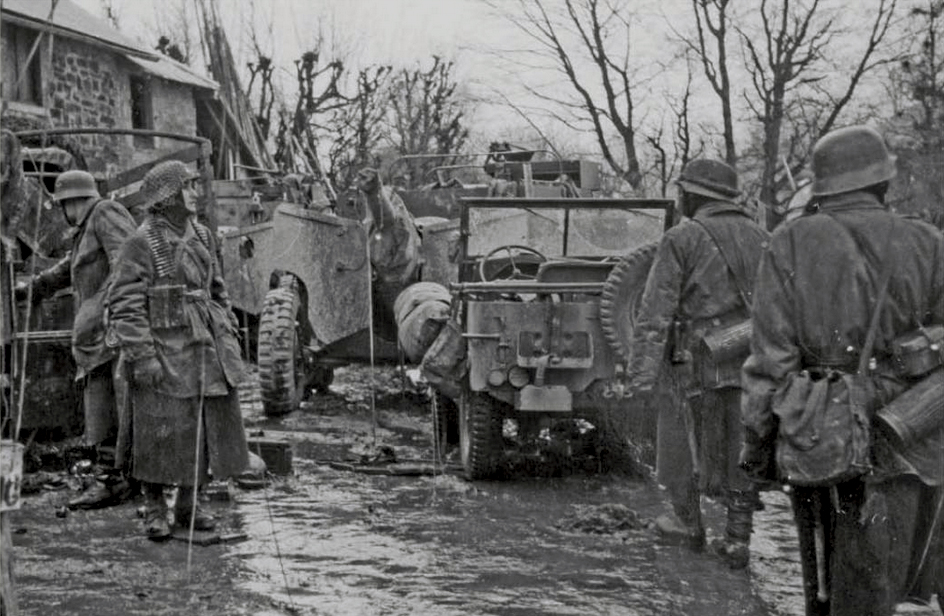
Troepen van de 1. SS-Panzer-Division Leibstandarte-SS Adolf Hitler bij het begin van de strijd

In de Ardennen had al sinds september geen actie plaatsgevonden. De Amerikanen hadden hun beste troepen daarom vanuit het gebied verplaatst naar plaatsen waar wel hevig werd gevochten, en hadden in de Ardennen vooral onervaren of verzwakte troepen geplaatst. Zoals de 106e Infanteriedivisie, die over slechts vier dagen gevechtservaring beschikte, en de 4e en 28e Infanteriedivisie, die beide zware verliezen hadden geleden in de Slag om het Hürtgenwald en aan een rustperiode toe waren. Op het front van deze drie divisies concentreerden de Duitsers de felste aanvalskracht.

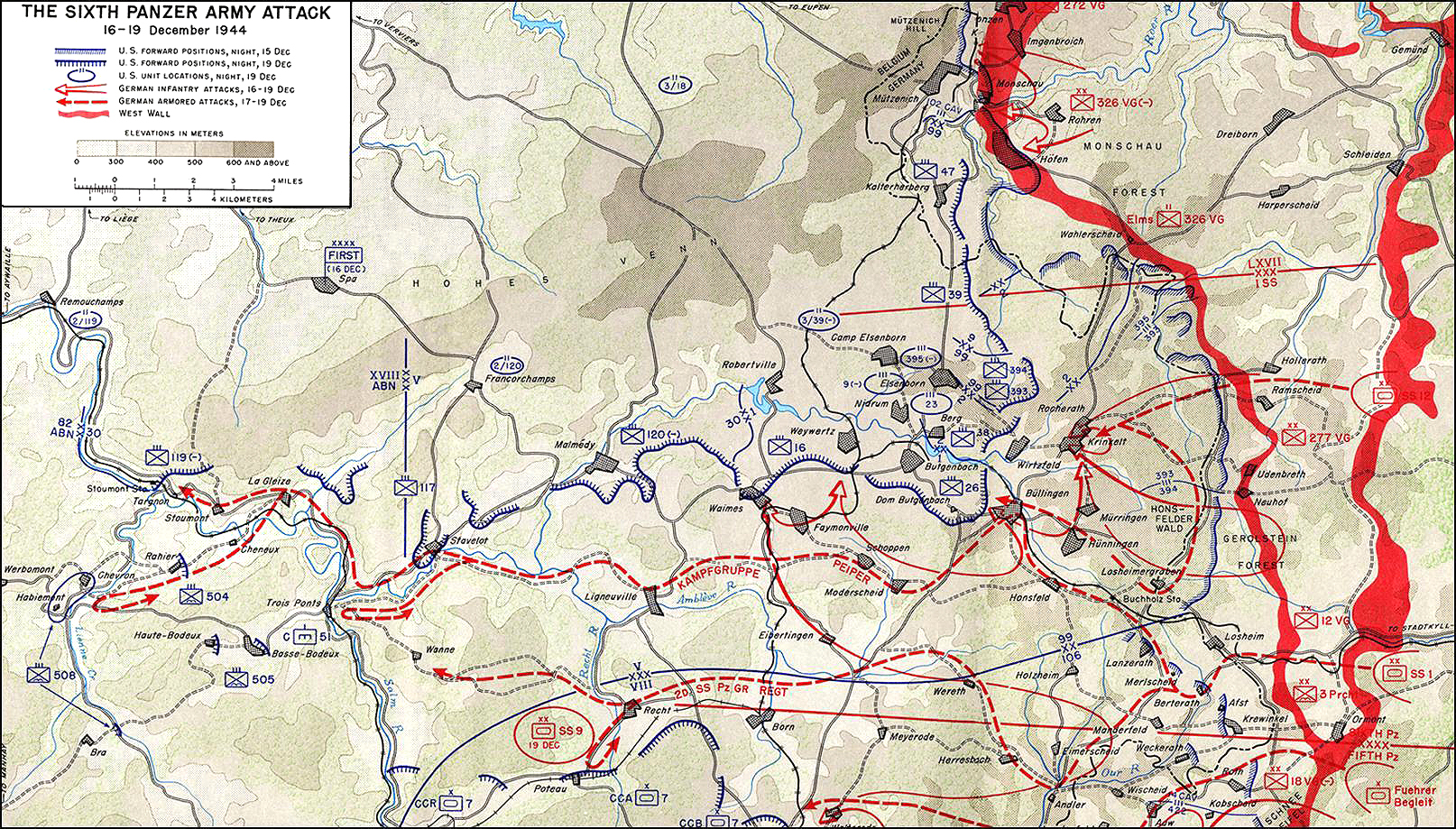
Sepp Dietrich leidde het 6e Pantserleger in de noordelijke aanvalssector

In eerste instantie werden de Amerikanen volledig overrompeld. De Duitsers begonnen met een artilleriebombardement, terwijl de troepen al snel oprukten naar de voor hen bestemde sectoren. De Amerikaanse voorposten kregen pas in de gaten wat de betekenis van de artilleriebeschieting was, toen de eerste Duitse troepen uit de mist tevoorschijn kwamen. Het weer was precies zoals Hitler het gewenst had. Een laag wolkendek hield de Duitse troepenbewegingen volkomen verborgen voor waarneming vanuit de lucht. De geallieerde luchtstrijdkrachten bleven machteloos aan de grond. Toch verliep de Duitse opmars niet zo snel als gehoopt. Hitler had, gezien het beperkte aantal beschikbare tanks, bevolen dat het front alleen door de infanterie gebroken mocht worden. Die doorbraak moest dan worden uitgebuit door de pantsertroepen. De slecht getrainde volksgrenadiers bleken hierin niet zo effectief. Zo deden zich al de eerste vertragingen voor. Daarbij bleek het modderige terrein voor zware voertuigen bijna onbegaanbaar.

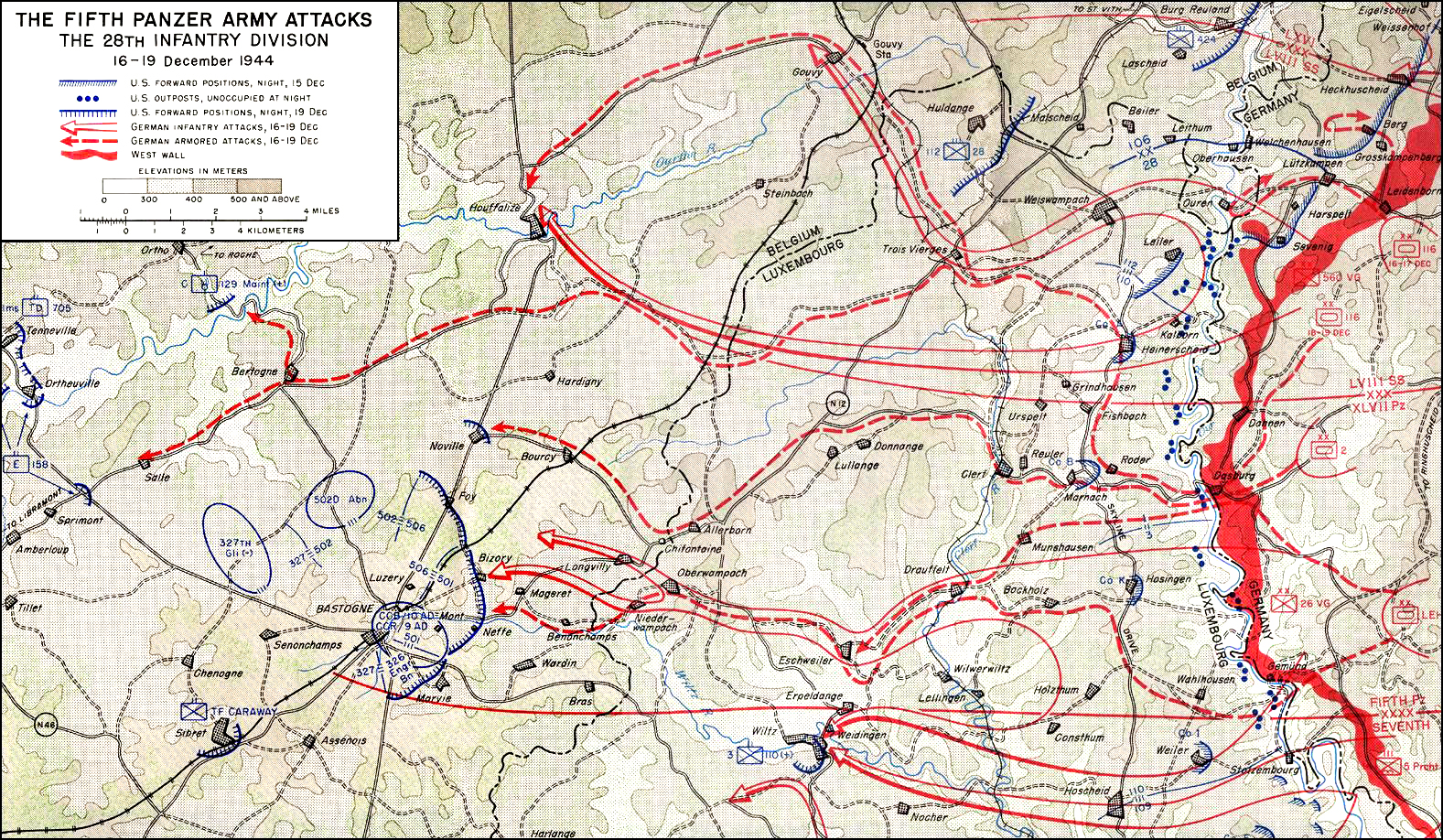
Hasso von Manteuffel leidde het 5e Pantserleger in de middelste aanvalssector

Alleen in de noordelijke en zuidelijke sectoren van het front ondervonden de aanvallers flinke weerstand. Tussen Bütgenbach en Monschau, waar het 6e Pantserleger zich bevond met twee pantserdivisies en vier infanteriedivisies, had zich het gevechtsklare Amerikaanse 5e Korps van Gerow gevestigd, dat een aanval voorbereidde op de Roerdaldam. Toen de Amerikanen de Duitsers zagen aankomen, namen ze defensieve stellingen in en trachtten ze de vijand af te stoppen. Op dit frontgedeelte liepen de Duitsers storm tegen een onwrikbare muur op de heuvelrug bij Elsenborn. De Amerikanen maakten hier optimaal gebruik van een van hun sterkste punten: een zware korpsartillerie met centrale vuurleiding. Vuur van grote aantallen 155 mm M59 'Long Tom's kon snel op iedere Duitse infanterieconcentratie verlegd worden. Dreigende doorbraken werden zo steeds afgestopt. Het standhouden van de "schouder" bij Elsenborn was een grote tegenvaller voor de Duitsers want zo ontbrak de ruimte om zich voor een aanval bij Luik te ontplooien. Het hele pantserleger raakte verzeild in een enorme verkeersopstopping. Uitzondering was de speciale  Kampfgruppe Peiper die de opdracht had iets zuidelijker dan Elsenborn als pantserspits een route naar de Maas te vinden en een ongeschonden brug te veroveren. Deze gevechtsgroep, de SS-Pz.Abt. 501 omvattend, uitgerust met de zware Tiger II ("Königstiger"), zou in deze sector uiteindelijk de diepste penetratie bewerkstelligen.
Ook in het zuiden slaagden de vier infanteriedivisies van het 7e Duitse Leger er niet in om door de Amerikaanse 4e Infanteriedivisie heen te breken. In de middelste sector, waar het 5e Pantserleger opereerde met drie pantserdivisies en vier infanteriedivisies, brak het front daarentegen wijd open. Langs de Our werd de Amerikaanse 28e Infanteriedivisie, die een front van zestig kilometer moest verdedigen, zonder veel moeite opgerold door vijf Duitse divisies. In de Sneeuweifel werden twee regimenten van de onervaren 106e divisie omsingeld. De Amerikanen hielden drie dagen stand in hun frontstellingen, verwachtend dat hun pantserreserves de omsingeling zouden doorbreken. Toen hulp uitbleef en de munitie op raakte, besloten hun officieren de eenheden in één keer over te geven in plaats van naar het westen uit te breken. Deze beslissing werd later zwaar bekritiseerd want dit vertegenwoordigde de grootse Amerikaanse overgave ooit op het Europese gevechtstoneel. Meer dan zesduizend man gingen in krijgsgevangenschap.

### Verwarring door speciale acties van de Duitsers
De verwarring achter het front was groot. In de eerste uren van het offensief besefte het geallieerd hoofdkwartier aanvankelijk de ernst van de situatie niet. De berichten van het front waren vaag, verward en dikwijls spraken ze elkaar tegen. Het doel van de Duitsers was niemand precies duidelijk. Het was moeilijk te geloven dat Hitler werkelijk een enorm offensief was begonnen met Antwerpen als doel. Men dacht daarom dat het ging om een verstorende aanval teneinde het komende offensief tegen de Saar onder leiding van Patton, in de war te sturen. Daardoor werd de situatie door de Amerikanen onderschat, met als gevolg dat reserves te laat werden ingezet. Pas laat in de middag gaf Eisenhower het bevel aan generaal Omar Bradley, bevelhebber van de 12e Legergroep, dat twee pantserdivisies — de 7e van het 9e Leger in het noorden en de 10e van het 3e Leger ten zuiden van de Ardennen — het 8e Korps te hulp moesten komen.

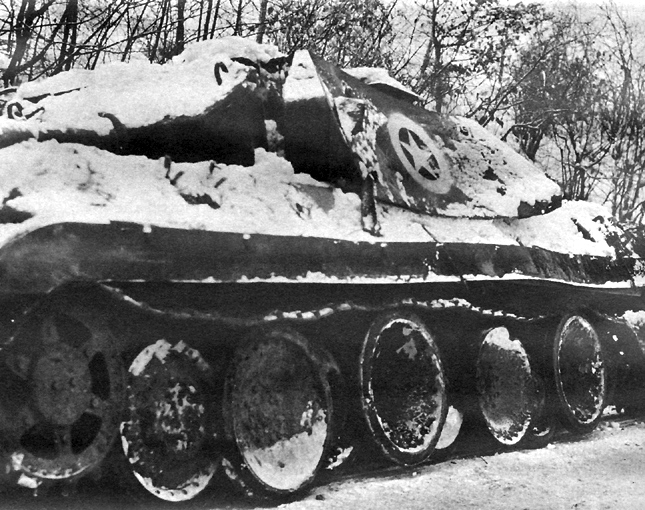
Een als M10 ofwel "Wolverine" vermomde Panther

Het gebrek aan informatie was deels te wijten aan Duitse saboteurs onder Otto Skorzeny, die in de nacht voor de aanval in Amerikaanse uniformen en jeeps geïnfiltreerd waren en achter het front een groot aantal telefoonlijnen hadden doorgesneden. Het oorspronkelijke plan van Skorzeny's 'Paard van Troje'-groep, Operatie Greif, had tot doel met de onafhankelijke 150e Pantserbrigade, uitgerust met eerder buitgemaakte Amerikaanse pantservoertuigen en vijf als M10 tankjagers vermomde Panthertanks, achter de linies brandstofvoorraden te bemachtigen en bruggen over de Maas te bezetten. Dit plan kon niet worden uitgevoerd, omdat Dietrichs tanks in het noorden door het Amerikaanse 5e Korps werden tegengehouden. Uiteindelijk werd de 150e Pantserbrigade voor reguliere aanvallen ingezet. Zeven of acht jeeps met saboteurs, die toch hadden kunnen infiltreren, slaagden er echter toch in de verwarring achter het Amerikaanse front nog aanzienlijk te vergroten. De wildste geruchten deden de ronde over 'duizenden als Amerikanen vermomde saboteurs'. De strenge veiligheidsmaatregelen die de Amerikanen nu meenden te moeten doorvoeren, vergrootten slechts de chaos en vertraagden de opmars van reserves naar het slagveld. Zelfs op het geallieerde hoofdkwartier in Versailles werd de bewaking verscherpt, omdat men daar had vernomen dat mannen van Skorzeny van plan waren Eisenhower te vermoorden. Een sprekend op Eisenhower lijkende kolonel werd heen en weer gereden als lokaas. Verder deed een gerucht de ronde dat een saboteur vermomd als generaal rondliep om verwarring te stichten. Hier klopte niets van, maar dit vergrootte de verwarring achter het front nog meer. Iedereen moest voortdurend vragen beantwoorden als "Wie is de nieuwe man van Betty Grable?", "In welke league speelt die baseballploeg?" en "Hoe heet de vriendin van Donald Duck?" Zelfs generaals ontsnapten hier niet aan. De saboteurs werden allen snel gevat en de meesten werden geëxecuteerd.

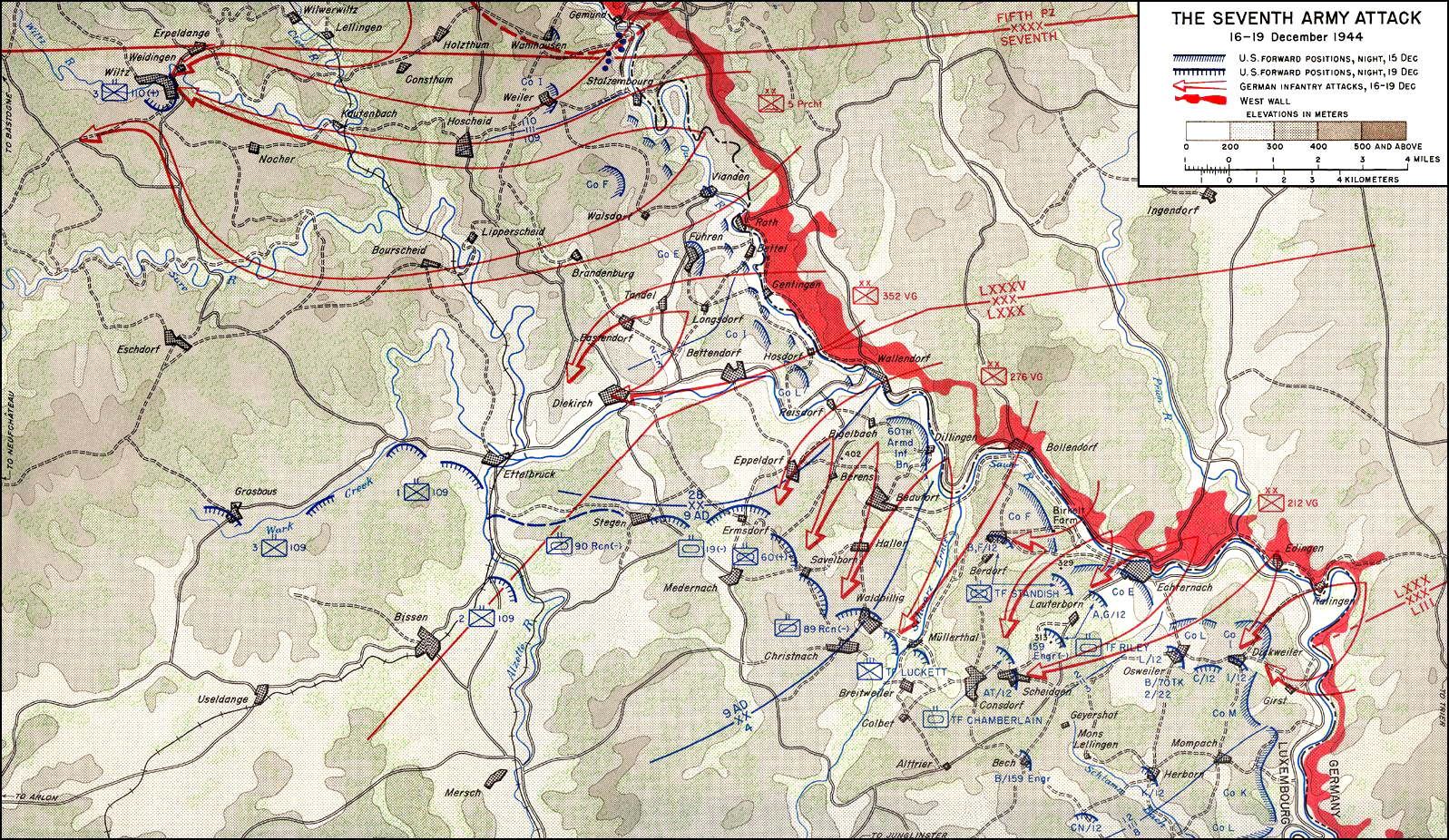
Erich Brandenberger leidde het 7e Leger in de zuidelijke aanvalssector

Toen in de nacht van 16 op 17 december 1200 Duitse parachutisten achter het front landden, werden de verwarring en paniek nog groter. Dat was dan ook vrijwel het enige dat de Duitsers wisten te bereiken met deze parachutistenactie, Operatie Stößer, want die was verder geen succes. Oorspronkelijk was het de bedoeling dat de parachutisten, onder commando van kolonel Friedrich August Freiherr von der Heydte, het kruispunt Eupen-Verviers zouden bezetten, maar door zwaar afweervuur en onervarenheid van de piloten kwamen slechts tweehonderd manschappen terecht in het vastgestelde droppingsgebied. De anderen landden verspreid — sommigen zelfs bij Bonn — en werden snel buiten gevecht gesteld. Von der Heydte kont nog zo'n driehonderd man verzamelen maar achtte dat te weinig om het kruispunt te bezetten. Hij beperkte zich tot het onderscheppen van geallieerde koeriers. Toen de 12. SS-Panzer-Division Hitlerjugend niet kwam opdagen, besloot Von der Heydte naar het oosten uit te breken. De meeste troepen, waaronder hijzelf, bereikten de Duitse linies echter niet en waren gedwongen zich over te geven.

### De strijd tussen 17 en 20 december

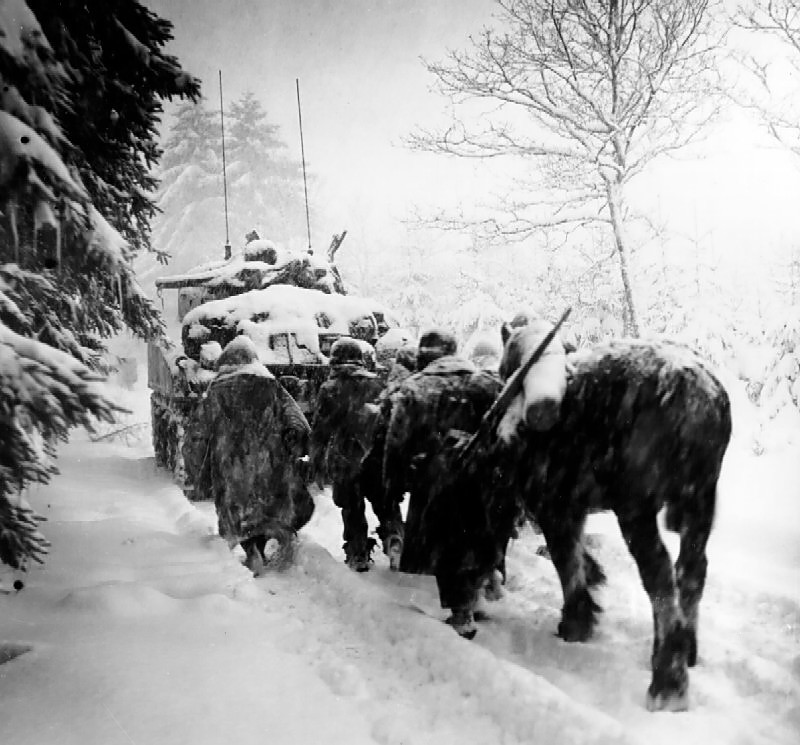
Troepen van de 82e Luchtlandingsdivisie rukken op in de richting van Herresbach (België).

Bij het vallen van de avond op 17 december bleek dat de tanks van het 6e Pantserleger België veertig kilometer waren binnengetrokken. De sterke Kampfgruppe van Joachim Peiper stond zestien kilometer van het hoofdkwartier van het 1e Leger in Spa, dat overhaast ontruimd moest worden, en vlak bij twee grote opslagplaatsen van brandstof. Een kleiner depot hadden ze al veroverd zodat ze überhaupt verder konden rijden. Peipers mannen hadden zoveel haast, dat ze niet de moeite namen krijgsgevangenen te maken. Toen zij in de loop van de dag, rond 12:30 uur, vijf kilometer ten zuiden van Malmedy op een eenheid van de Amerikaanse 7e Pantserdivisie stootten, die snel uit de buurt van Aken oprukte naar Sankt Vith, gaven 160 Amerikanen van het 285e Veldartillerie Waarnemingsbataljon zich over aan de SS. De gevangenen werden samengedreven op een akker en neergeschoten met mitrailleurs en machinepistolen. Een aantal van hen was slechts gewond, hield zich dood en wist later naar een nabijgelegen bos te ontkomen. Er werden echter minstens 125 krijgsgevangenen afgeslacht. Het bericht over deze oorlogsmisdaad verspreidde zich snel over de Amerikaanse troepen waarvan velen besloten voortaan SS'ers niet meer de gelegenheid te bieden zich over te geven. Sommigen vermoordden hierna Duitse krijgsgevangenen, daarin niet zelden ondersteund door hoge officieren. Peipers eenheid maakte zich ook in de dagen daarna schuldig aan oorlogsmisdaden. Volgens een rapport van de Amerikaanse senaat uit 1949 vermoordden zijn manschappen tussen 17 en 24 december aantoonbaar 362 krijgsgevangenen en 111 burgers.

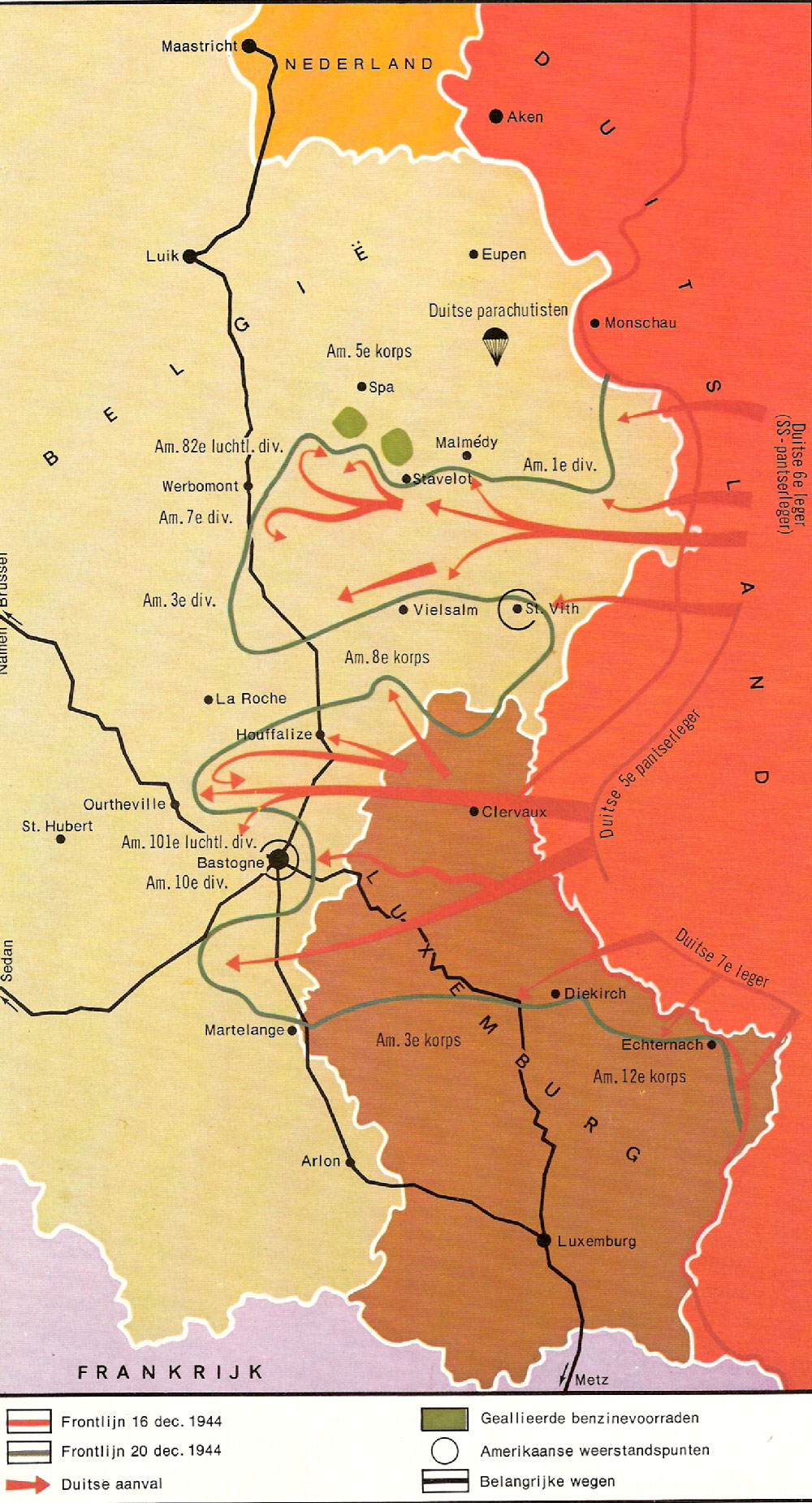
Opmars in de eerste fase

De overige eenheden van de Amerikaanse 7e Pantserdivisie bereikten in de loop van de middag en avond het wegenknooppunt Sankt Vith. Vanaf dat moment zou het stadje een Amerikaanse vestingstad worden waar de Duitsers voorlopig niet doorheen konden komen. Ze werden genoodzaakt er aan twee kanten omheen te trekken zodat hun opmars gesplitst werd. Ook in andere sectoren werd de Amerikaanse tegenstand steeds heviger. De linie Monschau-Bütgenbach was nog altijd in handen van de Amerikanen, ondanks vergeefse pogingen van de Duitsers tot een doorbraak.
Het lukte Kampfgruppe Peiper niet om de Maas te bereiken. De zware tanks liepen steeds vast op de smalle en eenvoudig te blokkeren kronkelwegen op de steile hellingen van de vallei van de Amblève, waarvan de bruggen ook te zwak waren. Vlak voor een van de opslagplaatsen van brandstof werd Peiper tot stilstand gebracht door een muur van brandende vaten benzine. Ondertussen werden de Duitse troepen aangevallen door de Amerikaanse 30e Infanteriedivisie en moesten ze Stavelot prijsgeven. In de avond van 17 december waren bovendien de Amerikaanse 101e Luchtlandingsdivisie en 82e Luchtlandingsdivisie, die bij Reims in reserve lagen, naar het Ardennenfront gecommandeerd om te helpen de Duitse opmars tot staan te brengen. De 101e Luchtlandingsdivisie werd naar het wegenknooppunt Bastenaken (Bastogne) gedirigeerd. De 380 vrachtauto's waarmee de mannen naar Bastenaken werden gebracht, reden 's nachts met volle lichten aan van Reims naar Bouillon in België. De nacht was helder en de vrachtauto's vormden een gemakkelijk doelwit voor Duitse nachtjagers, maar dat was een risico dat genomen moest worden, aangezien men snel ter plaatse moest zijn.
Volgens Hitlers oorspronkelijke plan zou het zwaartepunt van de Duitse aanval in het noorden moeten liggen. Toen de tanks van Dietrich tussen Monschau en Bütgenbach echter op onbreekbaar verzet waren gestuit en Von Manteuffel er wel in geslaagd was ten zuiden van Sankt Vith een vierentwintig kilometer brede bres te slaan, stelde Walter Model voor, om vijf divisies uit het noorden ten zuiden van Sankt Vith in te zetten om zo veel mogelijk voordeel te trekken uit Von Manteuffels doorbraak. Hitler ging hier deels mee akkoord. Slechts drie divisies van de Wehrmacht gingen naar het zuiden. De SS-divisies bleven in het noorden staan.
Voor de Amerikanen was de toestand nog steeds kritiek. Bradley had geen reserves meer en zag zich genoodzaakt het offensief van Patton in de Saar af te gelasten. Patton had inmiddels al één divisie afgestaan aan het front in de Ardennen, maar moest er nu meerdere afstaan. Hij meldde dat binnen 24 uur drie divisies in de Ardennen konden zijn. Patton ging direct aan de slag met een plan voor een tegenaanval op de Duitse zuidflank. Eisenhower keurde dit plan goed en nu konden de generaals het uitvoeren. Het tegenoffensief zou volgens Patton op 22 december al kunnen beginnen. Voor het zover was, zou de situatie in de Ardennen echter nog aanzienlijk slechter worden.
In de avond van 19 december hielden de sectoren in het noorden en zuiden nog steeds stand, maar in het midden rukten de Duitsers bijna ongehinderd verder op in de richting van de Maas. Ook Sankt Vith was nog steeds in Amerikaanse handen, maar de Duitsers waren aan weerskanten van dit stadje diep doorgestoten. Bovendien had Sankt Vith het zwaar te verduren gehad, aangezien de Duitsers in eerste instantie stormenderhand het Amerikaanse bolwerk hadden willen innemen. Dat was ze uiteindelijk niet gelukt. Het 6e Pantserleger was Luik nu tot op dertig kilometer genaderd. Verder naar het zuiden had het 5e Pantserleger Houffalize genomen en naderde Bastenaken. Ten westen daarvan hadden de Amerikanen geen reserves in het pad van de Duitse opmarsroute. Als de Duitsers eenmaal de Maas waren overgestoken, zouden ze strategische bewegingsvrijheid verwerven en zou Bradley niet kunnen voorkomen dat ze Brussel konden bereiken.

### Interventie door Montgomery

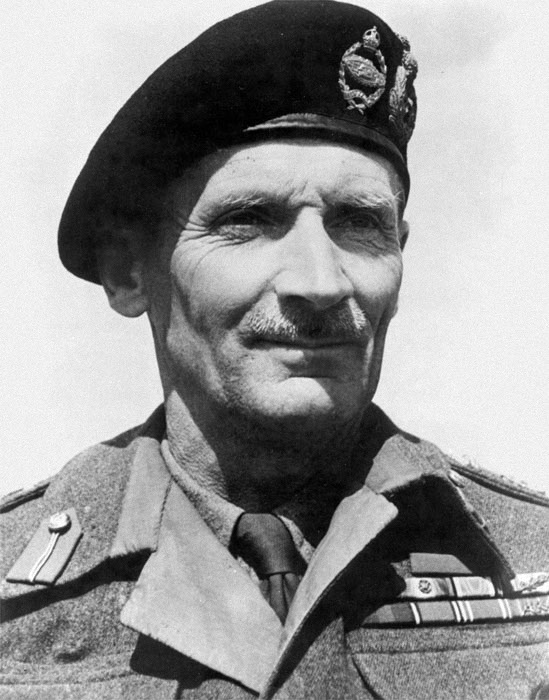
Bernard Montgomery meende dat de Amerikanen er een puinhoop van hadden gemaakt zodat hij dringend moest ingrijpen

De Britse veldmaarschalk Montgomery zag het potentiële gevaar van het vacuüm tussen de Maas en de Belgische hoofdstad en bracht op eigen initiatief in hoog tempo het Britse XXXe Korps naar dit gebied over. Dat omvatte onder andere twee van zijn meest geharde en ervaren divisies, de 53rd Welsh en de 51st Highlanders. Vanaf dat moment hadden ook de Britten een (klein) aandeel in de Slag om de Ardennen. Nu de Duitsers het Ardennengebied in tweeën hadden gesneden, was het voor Bradley, die zijn hoofdkwartier in de stad Luxemburg had, erg lastig geworden om geregeld contact te houden met het hoofdkwartier van het Eerste Leger dat tot achter Luik was teruggetrokken en in een staat van totale verwarring was geraakt. Mede om deze reden onthief Eisenhower in de avond van 19 december Bradley van het commando over de geallieerde strijdkrachten ten noorden van de Duitse wig. Hij plaatste de troepen onder bevel van Montgomery. Op dat moment waren de Amerikanen er nog steeds niet in geslaagd in het centrale deel van de Ardennen een hecht front te vormen. Ze konden zich slechts beperken tot lokale gevechten.

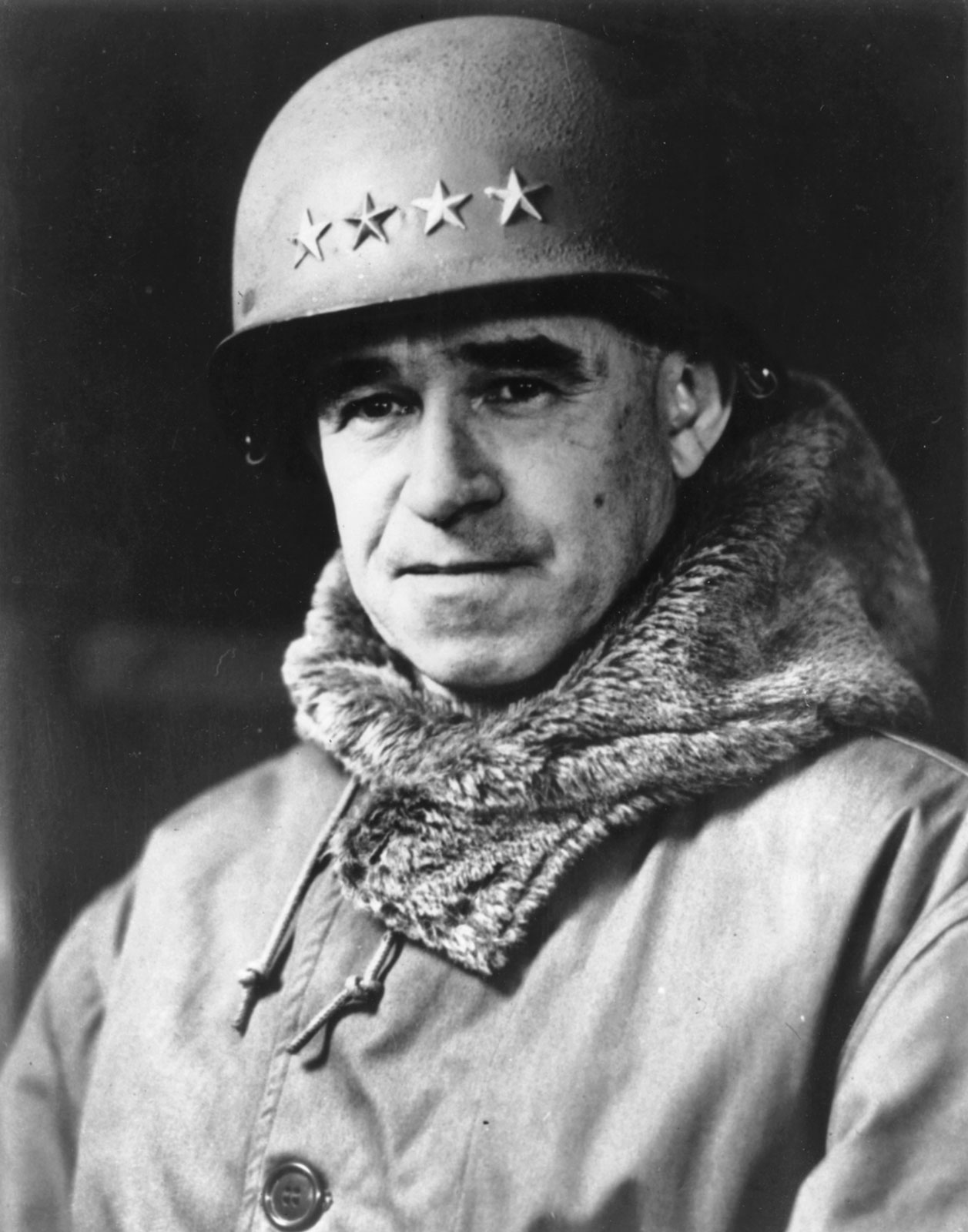
Omar Bradley

Hoewel de Amerikanen redelijk standhielden in het noorden en in het zuiden, kwam dit vooral door moed en vechtlust. De verdediging verliep ongecoördineerd en chaotisch. Montgomery bracht daar onmiddellijk verandering in toen hij op 20 december het commando overnam. Hij had zich vanaf het begin van het Duitse offensief voortdurend op de hoogte laten houden van de situatie aan het Amerikaanse front door een aantal verbindingsofficieren die hij dagelijks naar de verschillende Amerikaanse commandoposten zond en die hem iedere avond uitvoerig rapport uitbrachten. Toen hij op 20 december het hoofdkwartier van generaal Courtney Hodges binnenstapte, de commandant van het Eerste Leger, was hij beter geïnformeerd dan de Amerikaanse generaal zelf, die ten prooi was gevallen aan een zenuwinzinking. Montgomery had intussen ook een goed inzicht in de Duitse plannen dankzij het werk van de Britse inlichtingendienst. Zo wist hij dat het 6e Pantserleger de Maas tussen Luik en Namen wilde oversteken en de Amerikanen konden daarom een sterke aanval verwachten ten noordwesten van Houffalize.
De geallieerden moesten volgens Montgomery zo snel mogelijk een sterk en hecht front vormen tussen Marche-en-Famenne en Stavelot. Hodges had echter geen reservetroepen meer, waardoor hij troepen uit de voorste linie zou moeten terugtrekken om een goed front te kunnen vormen. Zo zou de frontlijn verkort en versterkt worden en zouden divisies vrijkomen voor eventuele tegenaanvallen. Hodges protesteerde echter en Montgomery drong voorlopig niet aan, beseffend dat de Amerikaanse soldaat anders tegen een 'tactische terugtocht' aankeek dan een Brit. Hodges overwoog de 82e Luchtlandingsdivisie Sankt Vith in te sturen wat Montgomery een dwaas plan vond. Toen de situatie voor de bezetters van het ver vooruitgeschoven 'hoefijzer' van Sankt Vith onhoudbaar werd en de commandant Robert Hasbrouck door Hodges van zijn bevel werd ontheven omdat hij wilde terugtrekken, greep Montgomery in. Hasbrouck werd in zijn commando hersteld en zijn troepen trokken terug. Sankt Vith werd daarop zwaar gebombardeerd door de geallieerden.

### De strijd in de Ardennen van 20 tot 24 december

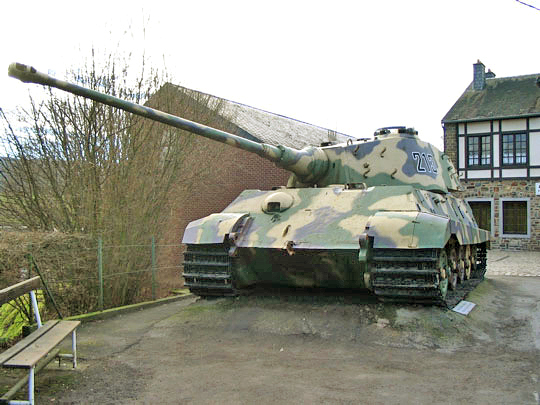
Een door de Duitsers achtergelaten Königstiger bij La Gleize

Op 20 december was de situatie in de Ardennen kritiek. In het noorden moest het 6e Pantserleger in beginsel de oorspronkelijke opdracht uitvoeren om door te stoten naar de Maas tussen Luik en Hoei, maar was er nog steeds niet in geslaagd de heuvelrug bij Elsenborn en de twee grote Amerikaanse opslagplaatsen van brandstof te veroveren. Kampfgruppe Peiper, onderdeel van de 1. SS-Panzer-Division Leibstandarte-SS Adolf Hitler, was bij Stoumont de Amblève overgestoken en had geprobeerd op te rukken richting Werbomont. Ze stuitten echter op hevig verzet van de Amerikaanse 82e Luchtlandingsdivisie. Na hevige gevechten werden de troepen van de 1. SS-Panzer-Division Leibstandarte-SS Adolf Hitler teruggedreven. Peiper dreigde ingesloten te raken en probeerde wanhopig weer naar het oosten uit te breken. Uiteindelijk was hij op 24 december gedwongen zijn tanks op te geven en te voet naar de Duitse linies te ontsnappen. Het 6e Pantserleger zou er niet meer in slagen Luik te bedreigen. Op de linkerflank van het 6e Pantserleger was het 5e Pantserleger er nog niet in geslaagd Sankt Vith en Bastenaken te nemen, maar stoottroepen hadden al de Ourthe bereikt en naderden Hotton. Het was voor de Amerikanen van belang dat ze Bastenaken, het belangrijkste knooppunt van wegen in dit gebied, in handen hielden.
Op 18 en 19 december bevonden zich tussen de Ourthe en de Maas geen Amerikaanse troepen, op enkele genie-eenheden en verspreide pantserpatrouilles na, en de Duitsers hadden zonder tegenstand kunnen oprukken naar Namen en Dinant. Het direct na aankomst zeer agressief optredende garnizoen van Bastenaken hield echter met succes de Duitse infanterie aan de oost-, zuid- en noordzijde van de stad gedurende drie dagen tegen, daarbij geholpen door een Combat Command van de Amerikaanse 10e Pantserdivisie. De Duitse pantserdivisies hadden opdracht het stadje te omtrekken maar hadden daarvoor geen ruimte zodat ook hier een gigantische verkeersopstopping ontstond, verergerd door zware sneeuwval. Door dit oponthoud was de vaart uit Von Manteuffels opmars gehaald en werd Hodges de gelegenheid geboden een verdedigingslinie op te zetten van Marche-en-Famenne tot Grandmenil.
Toen de Duitsers er, ondanks hun overmacht, niet in slaagden de Amerikaanse verdedigingsgordel rondom Bastenaken te doorbreken, restte hun niets anders dan de stad te omsingelen. In de nacht van 20 op 21 december sloten zij de ring door de weg van Bastenaken naar Neufchâteau te bezetten. Model kreeg van Hitler de opdracht niet al te veel krachten aan Bastenaken te verspillen, maar verder op te rukken naar de Maas. Dat was echter geen eenvoudige zaak nu de Duitsers gedwongen waren om het door de Amerikaanse troepen bezette Bastenaken heen te trekken langs smalle, slecht begaanbare binnenwegen, in plaats van over de grote verkeersweg rechtstreeks naar Marche-en-Famenne en Namen door te rijden. Het omrijden betekende veel tijdverlies voor de Duitsers en elke dag raakten ze verder achter op schema, wat winst was voor de Amerikanen. Op 21 december probeerden de Duitsers nogmaals een doorbraak te forceren in de sector Monschau-Bütgenbach-Malmedy. Zonder rekening te houden met hun verliezen, bleven ze 48 uur lang aanvallen. Uiteindelijk leverde dit nauwelijks terreinwinst op. Meer succes hadden de Duitsers bij Sankt Vith. Van twee kanten drukten zij daar de Amerikaanse saillant in elkaar en dwongen Hasbroucks mannen terug te trekken over de Salm. Nu lag de weg van Sankt Vith naar Houffalize voor de Duitsers open en toen op 23 december ook Saint-Hubert genomen was, hadden zij een uitstekende verbinding van het noordoosten naar het zuidwesten. Een derde aanval werd uitgevoerd door de 2. SS-Panzer-Division Das Reich en de 9. SS-Panzer-Division Hohenstaufen; die laatste divisie was uit de strategische reserve vrijgegeven en aan het 5e Pantserleger toegevoegd. De aanval was gericht tegen de Amerikaanse 82e Luchtlandingsdivisie, die bij de Salm in stelling lag en nu genoodzaakt was om zich tot over deze rivier terug te trekken.

In het zuiden slaagde de Duitse 2e Pantserdivisie erin door te stoten naar Celles. In de avond van 23 december stonden Von Manteuffels troepen nog slechts zestien kilometer van Dinant en de Maas. Ze hadden echter vrijwel geen brandstof en munitie meer.
Vooralsnog maakte Montgomery zich geen zorgen over deze Duitse opmars. Hij was niet ontevreden over het verloop van de slag sinds 20 december, toen hij in het noorden het commando had overgenomen. Hij wist dat het oorspronkelijke plan van de Duitsers was recht naar het westen door te stoten en dan tussen Luik en Namen de Maas over te steken. Vanuit die positie was de afstand tot Antwerpen het kleinst. Zij waren nu gedwongen af te zwenken naar het zuidwesten, een gebied waar zij voorlopig weinig kwaad konden. Het speelde Montgomery in de kaart dat Von Manteuffel nu de wegen van Sankt Vith naar La Roche en Saint-Hubert tot zijn beschikking had. Deze wegen liepen naar het zuidwesten en dat was precies de richting die Montgomery de Duitsers wilde dwingen te gaan. Hoe verder ze die kant optrokken, hoe kwetsbaarder ze werden en de kans werd steeds kleiner dat zij nog voldoende krachten konden concentreren om een doorbraak te forceren tussen Malmedy en Marche-en-Famenne om van daaruit de wegen naar het noordwesten open te breken.Op 24 december voltrok zich een bloedbad in Bande waarbij 34 onschuldige jongemannen met een nekschot door Duitsers werden afgemaakt.

### Strijd in en om Bastenaken (Bastogne)

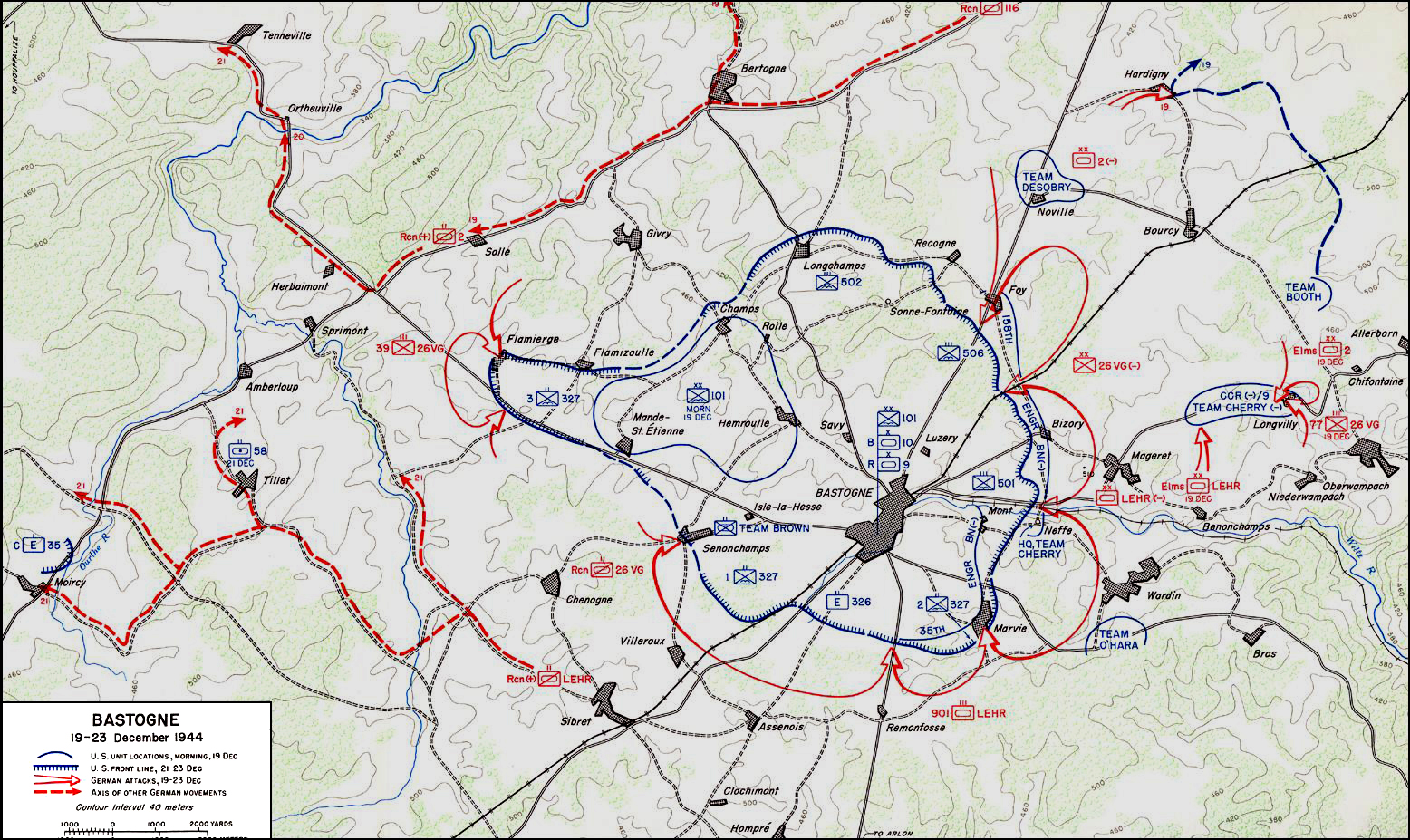
Bastenaken werd geheel door de Duitsers omsingeld

In Bastenaken begon het belegerde garnizoen zich inmiddels ernstig zorgen te maken over de langzame opmars van het 3e Leger. Generaal Anthony McAuliffe, de garnizoenscommandant, had op 22 december vol vertrouwen een ultimatum van Heinrich von Lüttwitz afgewezen met een legendarisch kort antwoord: "Nuts!". De Duitse generaal dreigde de stad in puin te schieten als de 101e Luchtlandingsdivisie zich niet binnen twee uur 'eervol zou overgeven'. De Amerikaanse generaal McAuliffe vond het ultimatum volkomen onzinnig, want hij was ervan overtuigd dat zijn troepen druk bezig waren de Duitsers ervan langs te geven en hij maakte zich niet erg ongerust over het feit dat ze waren omsingeld, voor luchtlandingstroepen een normale situatie. McAuliffe had zelf een krachtige artillerie met 130 vuurmonden; in feite meer dan de Duitsers tegen Bastenaken konden inzetten.

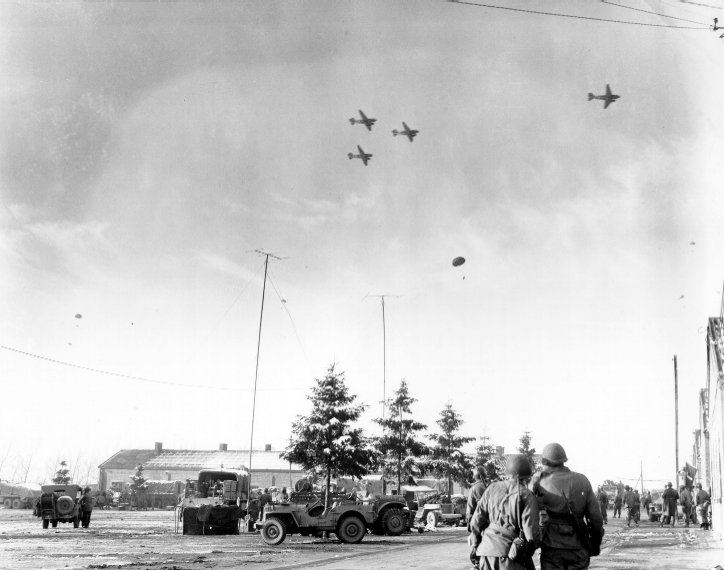
Troepen in Bastenaken kijken naar de C-47's die voorraden droppen (26 december)

Het aangekondigde zware artilleriebombardement op de stad bleef uit, maar die nacht viel de Luftwaffe Bastenaken aan met Junkers Ju 88s en de volgende vier nachten zouden de bombardementen regelmatig worden herhaald. De Duitsers bleven de Amerikaanse verdedigingscirkel rond Bastenaken aftasten, maar zagen voorlopig af van een grootscheepse aanval. Toch werd de situatie voor de 101e Luchtlandingsdivisie op 23 december kritiek. De oorzaak was een ernstig tekort aan munitie, brandstof en voedsel. Kolonel Thomas Sherburne die in de loop van de dag de ronde maakte langs de Amerikaanse batterijen, kwam tot de conclusie dat er minder dan tien granaten waren voor elk stuk zwaar geschut en onmiddellijk ging dan ook de order uit alleen te vuren indien echt geraakt zou worden. Nog altijd had men goede hoop op een spoedig ontzet en inderdaad slaagde een pantsercolonne van het 3e Leger erin langs de weg Aarlen-Bastenaken de vesting tot op tien kilometer te naderen. Een felle Duitse tegenaanval dwong de mannen van Patton echter weer tot de terugtocht.
Het weer klaarde in de morgen van 23 december op, waardoor 241 C-47 vrachtvliegtuigen 144 ton voorraden en munitie in Bastenaken konden afwerpen. De volgende dag keerden de C-47's terug en wierpen nogmaals honderd ton af. Het was niet genoeg, maar het voorbeeld van de logge toestellen die laag dwars door het zware Duitse luchtafweervuur vlogen en hun koers niet wijzigden, ook al stortten andere links en rechts brandend neer, gaf de ingesloten troepen zoveel moed, dat zij bereid waren nog wekenlang genoegen te nemen met schamele maaltijden. Ook zette een zweefvliegtuig een chirurgisch team af. Het oorspronkelijke veldlazaret van de 101e Luchtlandingsdivisie was al vroeg in de strijd ten westen van Bastenaken door de Duitsers overrompeld.
De verbetering in het weer had ook voor andere sectoren een geallieerd voordeel. Niet alleen kon de luchtmacht nu de verdedigers van Bastenaken krachtig steunen door de Duitse stellingen te bombarderen, ook Von Manteuffels speerpunt voor Dinant kreeg het zwaar te verduren. De sneeuw, die enige dagen daarvoor was gevallen, hielp de geallieerde piloten hun doelen te vinden. Tanks en infanterieconcentraties staken duidelijk af tegen de witte ondergrond en overal verraadden sporen van rupsbanden de posities van tanks, die verdekt waren opgesteld in de bossen. Al snel stonden op veel plaatsen de dennenbossen in brand en werden oprukkende Duitse colonnes uiteengeslagen. De slag begon zich nu in snel tempo in geallieerd voordeel te keren.

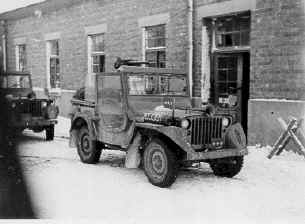
Pattons jeep in Bastenaken

Von Manteuffel en Model beseften nu dat zij Antwerpen onmogelijk zouden kunnen bereiken en dat zij nog maar weinig kans hadden de Maas over te steken. Behalve door de steeds krachtiger wordende tegenstand van de Amerikanen en de luchtaanvallen, werd de verdere Duitse opmars ook verstoord door een ernstig benzinetekort. Hitler had zijn belofte niet gehouden over de hoeveelheid brandstof en daardoor konden de Duitsers niet meer snel oprukken. Model legde daarom aan Hitler een nieuw plan voor. Het beste zou zijn op de westflank bij Dinant een sterk front te handhaven, terwijl Von Manteuffel tussen de Maas en de Ourthe naar het noorden zou stoten, en Dietrich tussen de Ourthe en de Salm. Als dan ook van de Roer uit een offensief in de richting van Maastricht geopend zou worden, kon Aken worden heroverd. Hitler ging met dit voorstel akkoord. Voorwaarde voor het slagen van dit plan was echter dat eerst Bastenaken zou worden veroverd. Voor dit nieuwe offensief op Bastenaken bracht Von Manteuffel de verse 15e Pantsergrenadierdivisie naar de noordwestelijke sector van de omsingelingsring.

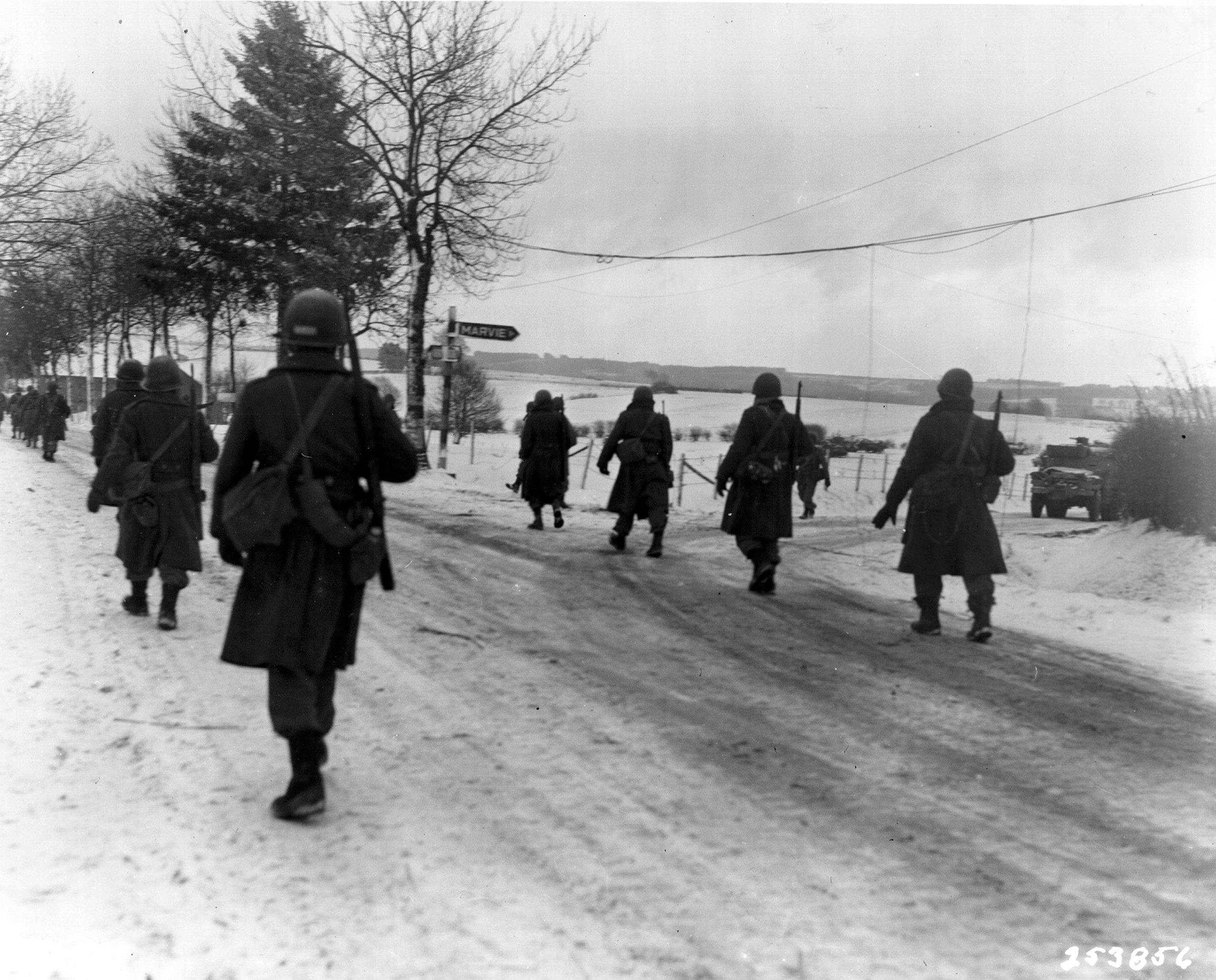
Troepen van de 101e Luchtlandingsdivisie verlaten Bastenaken na tien dagen belegering.

In de kerstnacht begrepen de verdedigers van Bastenaken dat een nieuwe aanval op komst was. Twee keer werden de Amerikaanse parachutisten tijdens hun kerstfeest verstoord door aanvallen van de Luftwaffe. De grondaanval begon vroeg in de morgen van de eerste kerstdag. In het donker slaagden enkele infanterietroepen door de Amerikaanse verdediging heen te breken en even later waren het de tanks die een bres sloegen in het Amerikaanse verdedigingsfront. McAuliffe had met deze mogelijkheid rekening gehouden en antitankgeschut stond zodanig opgesteld, dat het de binnendringende Duitse tanks aan beide flanken onder vuur kon nemen. Alle achttien Duitse tanks werden uitgeschakeld en aan het eind van de ochtend was het gat in de Amerikaanse frontlijn weer gedicht.
Diezelfde morgen stond de voorhoede van de Duitse 2e Pantserdivisie op de heuvelrug bij Dinant gereed om door te stoten naar de Maas, zodra voldoende benzine en versterkingen waren gearriveerd. Verkenningspatrouilles hadden vastgesteld dat aan de oever van de Maas een linie Britse tanks stond opgesteld; die waren van de 29e Pantserbrigade. Wat de Duitsers niet wisten was, dat de Amerikaanse 2e Pantserdivisie oprukte naar hun noordflank.
Tegen de middag hadden de Amerikanen de toevoerweg naar Dinant afgesneden en de bossen bij Celles, waarin de tanks van de Duitse voorhoede zich hadden genesteld, omsingeld. Twee dagen vochten de Duitsers om de omsingeling te doorbreken. Aan de andere kant van de omsingeling probeerde de 9e Pantserdivisie vergeefs hun omsingelde kameraden te ontzetten. Tegen de avond van 27 december was de speerpunt van Von Manteuffels 5e Pantserleger vernietigd en trokken de andere divisies terug op Rochefort. Hiermee was voor de Duitsers de kans de Maas over te steken voorgoed verloren.
Ook op eerste en tweede kerstdag bleven de Amerikaanse en Britse luchtmacht bij helder weer de Duitse stellingen en aanvoerwegen zwaar bestoken. Ook de infrastructuur in het Rijnland kreeg het zwaar te verduren.

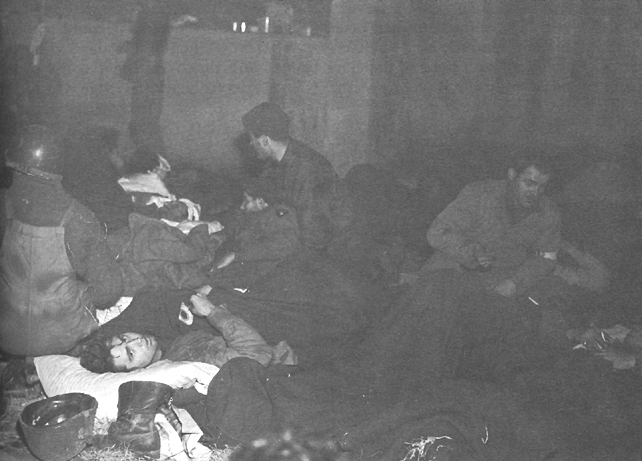
Het noodhospitaal

In de vroege morgen van 26 december probeerden de Duitsers een nog grotere druk uit te oefenen op de Amerikaanse troepen in Bastenaken. De Amerikanen vochten verbeten terug en hielden stand. Intussen naderden uit het zuidwesten de tanks van Pattons 3e leger steeds dichter de omsingelde stad. Om 15:00 was de voorhoede Bastenaken tot op acht kilometer genaderd. Pattons tanks begonnen juist het dorpje Sibret aan te vallen toen zij honderden vrachtvliegtuigen over zagen vliegen op weg naar Bastenaken. Dit gaf de troepen zoveel moed, dat zij besloten Sibret te laten voor wat het was en rechtstreeks door te stoten naar Bastenaken om daar de 101e Luchtlandingsdivisie te ontzetten. Om tien voor vijf bereikten de eerste Amerikaanse tanks de linie van de 101e Luchtlandingsdivisie. Het ontzet kwam geen dag te vroeg, want vooral voor de gewonden (burgers en militairen) in de noodhospitalen was de toestand onhoudbaar geworden. In een kerk lagen de gewonden in lange rijen op de vloer en zo dicht bijeen, dat ze nauwelijks bereikt konden worden door de hospitaalsoldaten en verpleegsters.
Een militaire arts beschreef de situatie in Bastenaken als volgt:
"De gewonden werden neergelegd op zaagsel en toegedekt met dekens en parachutes. Tegen de achtermuur werden diegenen gelegd, die niet zouden herstellen. Als er weer iemand gestorven was, werd hij naar een ander gebouw gebracht. Naarmate het weer kouder werd, kwamen er steeds meer mannen met bevroren voeten binnen. Zij werden in een apart gebouw gelegd en van de nek tot de enkels bedekt. Hun voeten moesten bloot blijven. In de kerstnacht werd een van de verzamelplaatsen voor gewonden getroffen door een brandbom. Iedereen die gemist kon worden, ging erheen om de gewonden naar buiten te brengen. Later werd de situatie beter, maar nog altijd stierven er veel mensen, die gered hadden kunnen worden als we ze beter hadden kunnen verzorgen en behandelen. Daarom zonden we onderhandelaars naar de Duitsers om te vragen of wij onze ernstigste patiënten door de Duitse linies mochten evacueren. De Duitse commandant zei dat hij erover na zou denken en de volgende dag zijn antwoord zou geven. Maar toen was het niet meer nodig, want Pattons voorhoede had ons al bereikt en achter de tanks reden veertig ambulances de stad in om de meest ernstige gevallen met spoed naar elders af te voeren."

## Hitlers maatregelen na 25 december
Het verloop van de Duitse operaties van 16 tot 25 december 1944 had duidelijk aangetoond dat de verwachtingen van het Duitse opperbevel veel te hooggespannen waren geweest. De slechte toestand van de wegen, de ontoereikende geoefendheid van de aanvallende eenheden, het toenemende gebrek aan brandstof en vooral het massale ingrijpen van de geallieerde luchtmacht na 23 december, toen het weer was opgeklaard, waren te veel voor de Duitse troepen. Daarbovenop kwam de vastberaden weerstand van de Amerikanen in de sector Bastenaken. Von Rundstedt en Model moesten al op 24 december in een dagrapport melden dat het Duitse offensief over zijn hoogtepunt heen was. De Duitsers werden met de dag meer bestookt.

Verschil tussen doel en feitelijke opmars

Op 25 december besloot Von Rundstedt, dat noch het oorspronkelijke doel van het offensief Antwerpen, noch de 'kleine doelstelling', dat wil zeggen de vernietiging van de geallieerde troepen ten oosten van de Maas, te verwezenlijken was. Hij verzocht Hitler om het offensief af te gelasten en toe te staan dat de eenheden zich tot aan de Westwall terugtrokken; dit om te voorkomen, dat het de geallieerden zou lukken de Duitse aanvalswig af te snijden en te vernietigen. Hitler wilde hier echter niets van weten. Integendeel, hij beval het 5e Pantserleger de hoogte bij Marche-en-Famenne in bezit te nemen. Hij hoopte dat de toenemende geallieerde druk op de zuidelijke flank van het 5e Pantserleger zou verminderen, als de voor begin januari vastgestelde aanval van Heeresgruppe G in de noordelijke Elzas zou starten.
Nadat Hitler en Alfred Jodl een situatiebeoordeling hadden ontvangen van 26 december, stelde Jodl vast dat de geallieerde tegenaanval tussen Stavelot en Monschau was vastgelopen. De linkervleugel van het 6e Pantserleger zou daardoor meer bewegingsvrijheid krijgen. Het 5e Pantserleger was volgens Jodl echter zonder voldoende flankdekking doorgebroken naar het zuiden en het noorden. Daardoor bestond de mogelijkheid dat het zou worden afgesneden. Bij het 7e Leger was alleen sprake van een plaatselijke strijd. Volgens Jodl zou de voorgenomen doorbraak over de Maas naar het noordwesten daardoor nog altijd mogelijk zijn. Die hing echter af van het herstel van het evenwicht aan de Sauer en de mogelijkheid om de geallieerde krachten tussen de Ourthe en de Maas ten noorden van de lijn Marche-en-Famenne - Dinant te vernietigen. Hitler gaf onmiddellijk bevelen aan de commandanten op het slagveld.
Tegelijkertijd verscheen generaal Heinz Guderian, die stafchef was voor het oostfront, in het hoofdkwartier en vroeg dringend om hulp voor zijn Heeresgruppe Süd in de sector Boedapest. Deze was daar in een zware strijd geraakt met het Rode Leger. Het lukte hem één divisie los te krijgen. Kort daarop moest nog eens een divisie worden overgebracht naar het in moeilijkheden geraakte oostfront, waardoor de krachten van de Duitsers aan het westelijke front opnieuw werden verzwakt. Dit had als gevolg dat de voorgenomen aanval van Heeresgruppe H in Nederland over de Maas in de richting van Antwerpen onmogelijk werd.
Ondanks alles hield Hitler nog altijd verbeten vast aan zijn besluit. Het offensief moest zo snel mogelijk weer worden voortgezet. Op de avond van 27 december beval hij de situatie rondom Bastenaken onder alle omstandigheden tot een gunstig resultaat te brengen. Door geconcentreerde aanvallen op de flanken van de tegenstander, moest deze vernietigd worden.

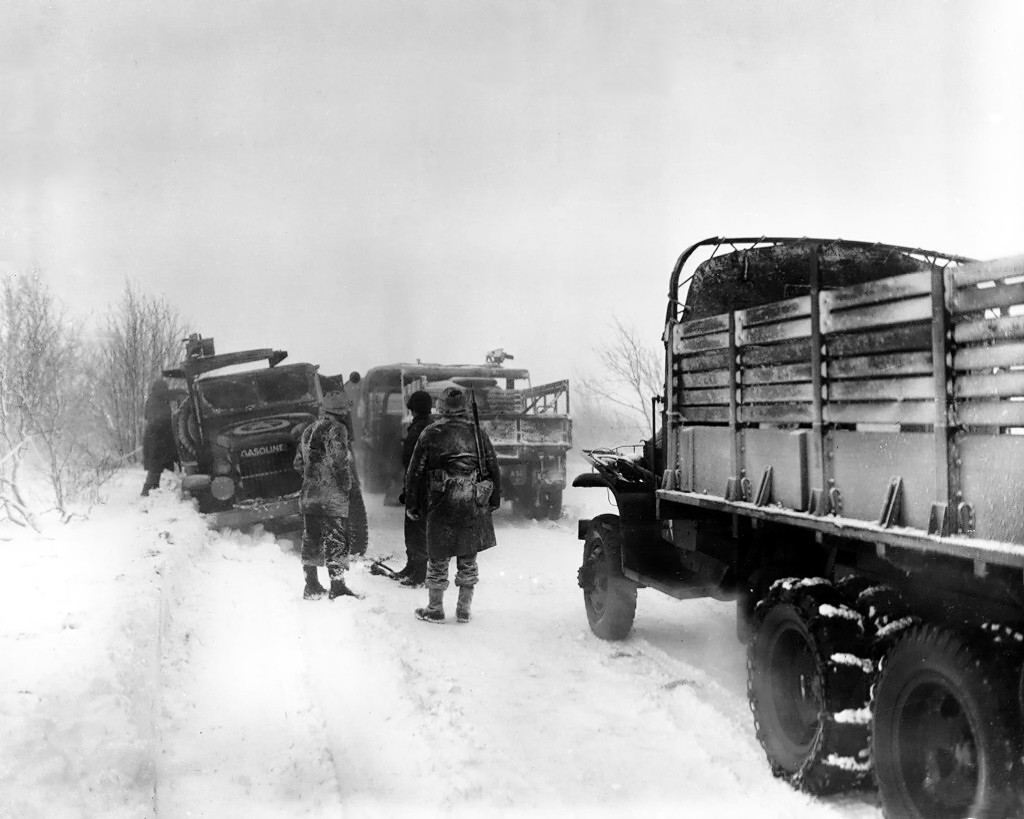
Amerikaanse voertuigen wachten tot ze weer verder kunnen trekken. Sourbrodt (België), (19 januari 1945).

In een nieuwe beoordeling van de situatie kwamen de generaals van het westelijke front op 28 december tot de conclusie dat het voortzetten van het offensief zinloos was geworden. Het was de tegenstander gelukt door de aanvoer van tweeëntwintig divisies een gesloten afweerfront op te bouwen rondom de Duitse aanvalswig. Bovendien gingen de geallieerden in het zuiden over tot de aanval. Als er ondanks alles toch werd gedacht aan een offensieve oorlogvoering, kon dit alleen als er nieuwe troepen beschikbaar werden gesteld. Op dezelfde dag riep Hitler de bevelhebbers bijeen van Heeresgruppe G die deelnamen aan het offensief in de noordelijke Elzas (Operatie Nordwind).
Op deze bijeenkomst moest Hitler toegeven dat het Ardennenoffensief helaas niet tot het gewenste 'doorslaggevend succes' had geleid, maar hij verklaarde met nadruk dat in ieder geval een enorme ontspanning van de situatie in het westen tot stand was gekomen, omdat de tegenstander zijn hele aanvalsplan had moeten wijzigen. De nieuwe taak van Heeresgruppe B was om met haar divisies zo veel mogelijk geallieerde krachten te binden. Hitler hoopte overigens dat na het slagen van de operatie in de noordelijke Elzas het Ardennenoffensief voortgezet kon worden en met succes zou kunnen worden beëindigd.
Alleen voortdurende offensieven zouden de oorlog in het westen een gunstige wending kunnen geven, althans, dat was de mening die Hitler was toegedaan. Was eenmaal de ene helft van het geallieerde kamp uitgeschakeld, dan zou de overblijvende tegenstander tegen de opmarcherende vijfenveertig Duitse divisies geen weerstand meer kunnen bieden. Daarom bleef in het westen de 'absolute doelstelling' intact: de zaak 'offensief' tot een goed einde te brengen. Als het front in het westen was gestabiliseerd, dan zou het Duitse leger ook in het zuiden en oosten in staat zijn de fronten te behouden. Vervolgens zette Hitler nog een keer zijn plannen en doelen op papier en liet deze aan zijn militaire staf zien. Het ging in deze strijd tenslotte om het zijn of niet zijn van het Duitse Rijk en de nationaalsocialistische wereldbeschouwing. Het kwam er nu op aan de wezenlijke waarden van het Duitse volk te behouden en tegelijkertijd de plaats van het Reich als grote natie definitief veilig te stellen. Niemand mocht twijfelen aan zijn vastberadenheid om de oorlog voort te zetten.
Op 29 december had Guderian een telefoongesprek met het Duitse hoofdkwartier. Hij ging diep in op de wanverhouding in kracht bij het verwachte winteroffensief van het Rode Leger. Hij vreesde voor een ineenstorting van het oostfront en drong sterk aan het offensief in de Ardennen te beëindigen en alle beschikbare krachten over te brengen naar het oostelijke front. Hitler wenste de operatie in het westen voort te zetten. Daar moest, naar Hitlers gedachte, de beslissing vallen.
Intussen had Heeresgruppe G, om het initiatief in handen te houden, aan het westfront een begin gemaakt met Operatie Nordwind. De aan beide zijden van Bitche aanvallende legeronderdelen wonnen echter maar weinig terrein in de richting van de sector Moder. Twee dagen later ging veldmaarschalk Montgomery op de noordelijke flank van de Duitse aanvalsvleugel tot het tegenoffensief over. Op 4 januari 1945 gaf Hitler de generaals het plan voor de verdere oorlogvoering. Hij gaf weliswaar toe dat zijn oorspronkelijke plan geen kans op verwezenlijking had, maar stelde toch vast dat hij de tegenstander het initiatief had ontnomen.
Het doel van de strijd in het westen was nog altijd het 'initiatief' niet uit handen te geven en de geallieerden door verdere kleine aanvallen tot versplintering van hun krachten te dwingen. Op die manier zou het Eisenhower op de meest doeltreffende wijze onmogelijk worden gemaakt een groot offensief in het westen te beginnen. Hitler gaf de generaals in het westen het bevel in bepaalde door hem aangewezen sectoren onder alle omstandigheden het initiatief te behouden. Heeresgruppe B moest de tegenstander voor het front vasthouden, rondom Bastenaken verslaan en vervolgens een sterk front in het zuiden opbouwen. Heeresgruppe G moest de geallieerden tussen de Vogezen en de Rijn vernietigen en als uitgangspunt voor de voortzetting van het offensief de westelijke uitvalswegen van de Vogezen in handen zien te krijgen en te behouden. Heeresgruppe Oberrhein, waarvan Hitler op 26 november 1944 aan Himmler het bevel had opgedragen, moest ter ondersteuning van de aanval van Heeresgruppe G een bruggenhoofd ten noorden van Straatsburg vormen.
Dat de geallieerden op sommige punten diep in het Duitse front waren doorgedrongen, bracht Hitler op 8 januari eindelijk tot het inzicht dat zijn strijdkrachten in de Ardennen alleen nog maar te redden waren als ze zo spoedig mogelijk werden teruggetrokken. Op diezelfde dag beval hij het front terug te trekken op de lijn Dochamps-Longchamps. Al op 14 januari moest hij toestemmen in een verdere terugtocht, toen ook de operatie Nordwind was vastgelopen. Op 12 en 13 januari was het grote winteroffensief van de Sovjet-Unie tussen de Karpaten en de Oostzee begonnen. Tegen het einde van januari werden de Duitse troepen ten slotte teruggetrokken naar hun uitgangsstellingen in de Westwall. Met het bevel van het OKW van 24 januari om het I SS Pantserkorps Leibstandarte naar Wenen te verplaatsen legde Hitler schriftelijk vast dat hij definitief afzag van een offensieve strategie in het westen. Gezien de catastrofale toestand in het oosten was geen ander besluit mogelijk. Hitlers beslissingen van november 1944 tot januari 1945 hebben nog eenmaal heel duidelijk zijn onverminderde koppigheid ten aanzien van de operatieve oorlogvoering aangetoond. Door zijn fanatieke wil wist hij vaak het onbereikbare toch nog af te dwingen. Toch had hij de tegenstander en diens potentieel onderschat en zijn eigen mogelijkheden overschat. Gezien de krachtsverhoudingen, was zijn besluit om tot een offensief in het westen over te gaan niet te verklaren. De inzet van de laatste strategische reserves van het Duitse leger aan het westfront kwam in de eerste plaats het Rode Leger ten goede. Dit kon de Duitse stellingen nu sneller oprollen dan misschien mogelijk was geweest bij de inzet van alle beschikbare Duitse reserves aan het oostfront.

## Beslissing in de Ardennen

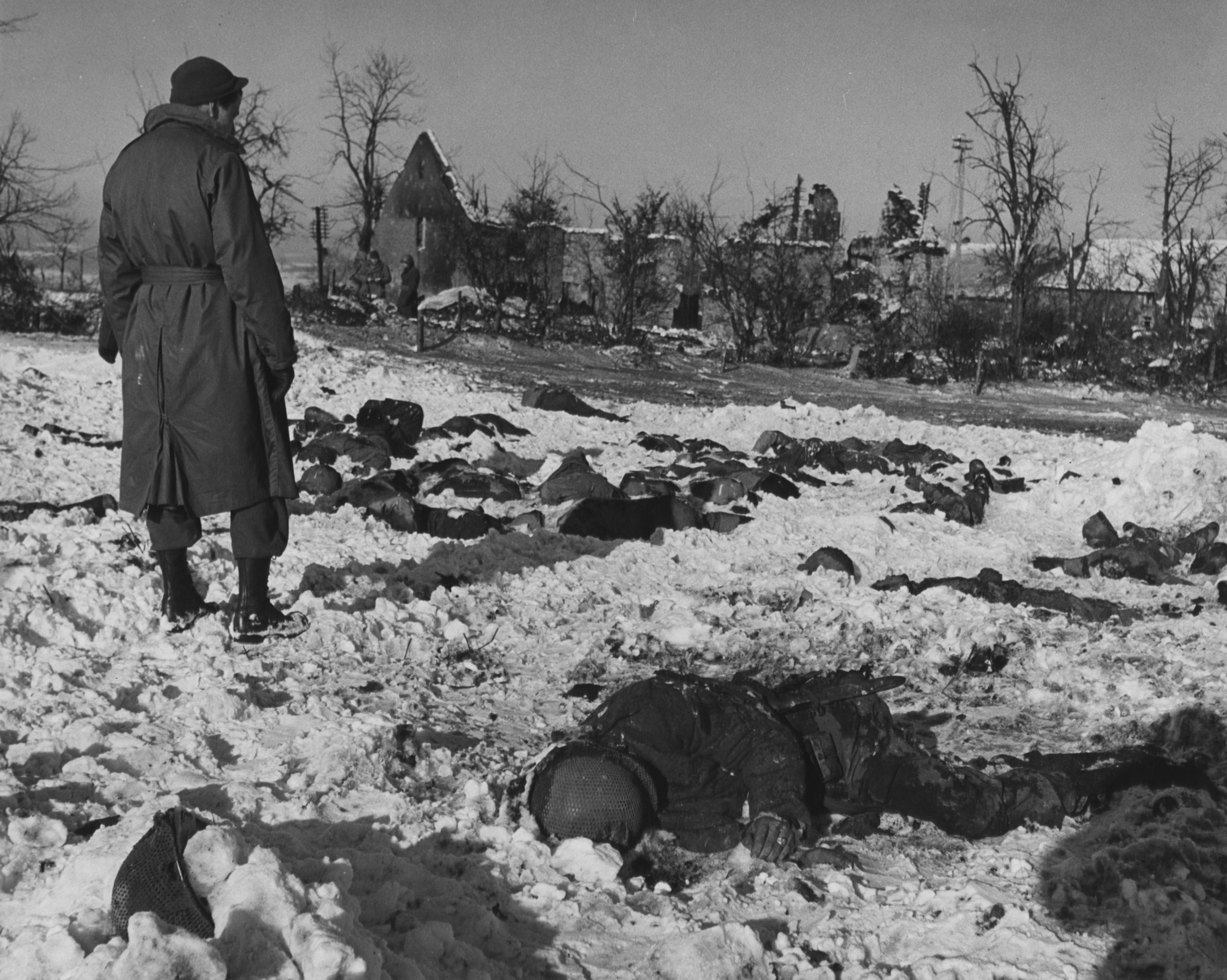
Het aangerichte Bloedbad van Malmedy

Tweede kerstdag 1944 was het keerpunt in de slag in de Ardennen. De tanks van het Amerikaanse 1e Leger stuitten de Duitsers bij Dinant. Meer naar het oosten was het de Amerikanen van het 3e Leger gelukt de verbinding tot stand te brengen met de Amerikanen in Bastenaken. Op 27 december trokken de Duitse tanks zich verder van Dinant terug. Heel wat tanks moesten echter worden achtergelaten omdat er geen benzine meer was. De eerste fase van de slag was voorbij. De Duitsers waren tot staan gebracht en daardoor kon de tweede fase beginnen; het terugdringen van de Duitsers uit België en Luxemburg.
Ook na 26 december bleef de strijd zich vooral concentreren rond Bastenaken. Heuvels en dalen waren met een dikke sneeuwlaag bedekt, waardoor een gemotoriseerde opmars alleen mogelijk was via wegen. Dat maakte de slag in de Ardennen tot een strijd om de spaarzame verbindingswegen. Dit leidde vooral tot een slag om het kruispunt van de twee belangrijkste wegen bij Bastenaken: de oost-westverbinding, die de Duitsers nodig hadden om hun troepen aan de Maas te brengen, en de zuid-noordverbinding, die de Amerikanen moesten gebruiken om de Duitsers af te snijden.
Al vanaf 22 december voerde Patton vanuit Aarlen zijn troepen aan. Twee weken lang werd vlak bij Bastenaken fel, verbeten, in sneeuw, ijs en kou gevochten. De Amerikaanse verliezen waren groot. Dit kwam mede doordat onervaren Amerikaanse troepen stonden tegenover een tegenstander die in de Sovjet-Unie al drie wintercampagnes achter de rug had. Intussen bereidde Eisenhower een grootscheepse omsingeling van de Duitsers voor. Op 28 december bezocht hij Montgomery in Hasselt. Afgesproken werd dat Montgomery op 3 januari met het Amerikaanse 1e Leger en een Brits legerkorps een aanval in zuidelijke richting zou lanceren. De bedoeling was dat men met een aanval vanuit het zuiden en het noorden in de richting van Houffalize zou proberen de Duitsers de pas af te snijden. Daarna zou men hen insluiten, zoals men dat in augustus met zoveel succes bij Falaise had gedaan. Maar voor die aanval werd ingezet, waren het de Duitsers die nog twee keer aanvielen. De eerste aanval speelde zich af in de lucht en de tweede werd op de grond uitgevoerd.

### Duitse luchtaanval
Op nieuwjaarsdag vond Operatie Bodenplatte plaats waarmee de Luftwaffe poogde om de taak van de grondtroepen te verlichten. Dit was de laatste massale aanval van de Luftwaffe tijdens de Tweede Wereldoorlog. Vroeg in de morgen stegen 1100 Duitse jachtvliegtuigen op. Ze hadden als doel meegekregen om de geallieerde vliegvelden, hangars en vliegtuigen in Nederland, België, Luxemburg en Noord-Frankrijk te verwoesten.
Er werden vele vernielingen aangericht. Zo werden driehonderd geallieerde vliegtuigen op de grond vernietigd of beschadigd, waaronder ook Montgomery's Dakota. Er werden echter maar weinig piloten uitgeschakeld. De Duitse verliezen waren eveneens groot. Circa driehonderd toestellen gingen verloren. Vele werden door de eigen luchtafweer neergehaald, vooral op de terugweg. Dit was het gevolg van geheimhouding, zodat zelfs de bemanning van het Duitse afweergeschut niet op tijd gewaarschuwd was. Ook vlogen hele eskaders rechtstreeks in het geconcentreerde afweervuur dat de geallieerden op de invliegroutes van de V-wapens hadden opgesteld, omdat verscheidene doelen samenvielen met die van de V-wapens. Daardoor verloor de Luftwaffe eveneens veel vliegtuigen. Daarbij maakte Hermann Göring de fout een opvolgende aanval in de middag uit te voeren. De jagers die daaraan deelnamen werden voor een groot deel in luchtgevechten neergehaald; onder de piloten waren veel commandanten die niet konden worden vervangen. De aanval leidde daarmee tot een ernstige relatieve verzwakking van de Luftwaffe.

### Duits offensief in de Elzas
Eveneens op 1 januari zette Hitler een nieuw offensief in de Elzas in: Operatie Nordwind. Vanuit hun Westwall-posities braken de Duitsers ten westen en ten oosten van Bitche met acht divisies naar het zuiden uit. Op 4 januari trokken ze ook bij Wissembourg het zuiden in; op 5 en 7 januari gingen nieuwe eenheden ten noorden en ten zuiden van Straatsburg over de Rijn. De bedoeling was het insluiten van het Amerikaanse 7e Leger van generaal Jacob Devers' 6e Legergroep. Dit leger had in de Elzas een vooruitgeschoven positie ingenomen.
Maar anders dan in de Ardennen kwam de aanval in de Elzas niet onverwacht. De geallieerde inlichtingendienst had goed werk verricht en de Amerikanen wisten van het plan. Eisenhower was niet van plan troepen uit de Ardennen weg te halen, hoewel hij wist dat Devers' legers (het Amerikaanse 7e en het Franse 1e Leger) niet tegen een grootscheepse aanval opgewassen leken. Mochten de Duitsers te sterk blijken, dan moesten de Amerikaanse troepen insluiting zien te voorkomen en zo nodig een groot deel van de Elzas prijsgeven. Daardoor zou Straatsburg echter opnieuw in Duitse handen kunnen vallen. Voor de Fransen zou dit een enorme vernedering zijn en daarom deelde een woedende De Gaulle op 3 januari aan Eisenhower mee dat hij in geval van nood Straatsburg door het hele Franse leger zou laten verdedigen, zelfs de stad niet zou ontruimen en zijn troepen onder zijn eigen opperbevel zou brengen in plaats van dat van Eisenhower. Dat deed Eisenhower besluiten zijn instructies te wijzigen. Devers mocht terugtrekken, maar kreeg bevel Straatsburg in ieder geval te houden. De Gaulle zag door zijn 'dreigement' zijn eigenlijke bedoeling dus verwezenlijkt. Slechts in het noorden boekten de Duitsers tot 25 januari behoorlijke terreinwinst tot voorbij Haguenau. In het zuiden hernamen Fransen en Amerikanen op 20 januari het initiatief en begonnen met de opruiming van de Zak van Colmar, een actie die begin februari zou worden voltooid.

### Geallieerd tegenoffensief

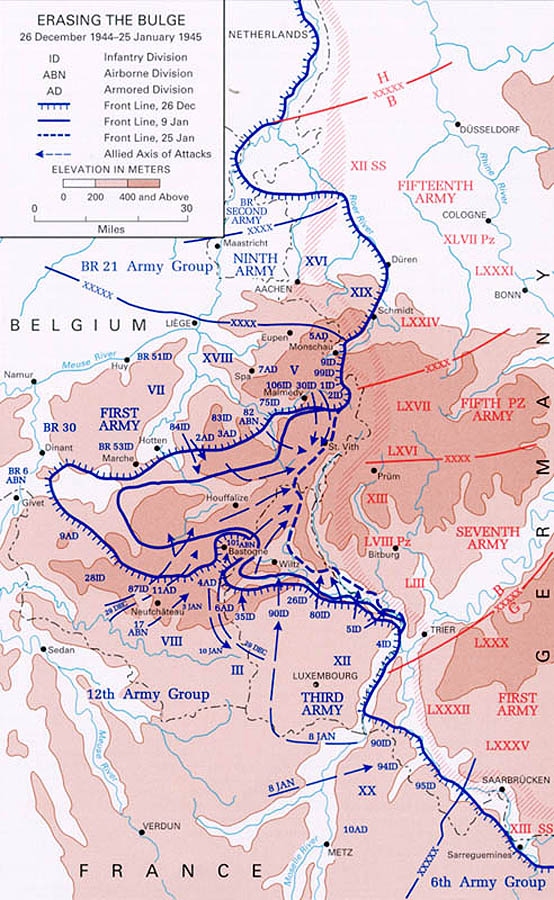
De aanval op de Duitse wig

Op 3 januari begon de gecoördineerde geallieerde tegenaanval in de Ardennen. Montgomery zou vanuit het noorden, over een front van veertig kilometer, met het Amerikaanse 1e Leger en het Britse XXXe Legerkorps naar het zuiden trekken, waar het Amerikaanse 3e Leger vanuit het zuiden naar het noorden trok. Montgomery kwam aanvankelijk maar zeer langzaam vooruit, mede omdat het weer slecht was met een sneeuwdek van een meter en felle koude. Daardoor waren de wegen glad en het zicht bedroeg doorgaans niet meer dan tweehonderd meter. Hevige sneeuwval legde de aanvallen zelfs een paar dagen stil. En ook daarna moest meter voor meter worden veroverd op een tegenstander die zich met tanks en antitankgeschut in het onherbergzame landschap had ingegraven. In het zuiden, waar Omar Bradley het bevel voerde, was de strijd niet minder zwaar. Nog altijd wilde Hitler Bastenaken veroveren. De Duitsers concentreerden hier tien divisies op. Schaarse middelen werden zo verspild aan een prestigekwestie. De felle aanvallen maakten het de Amerikanen nog knap lastig. De Amerikaanse 6e Pantserdivisie werd frontaal teruggedrongen door de 12. SS-Panzer-Division Hitlerjugend; alleen een artilleriebarrage kon een ineenstorting voorkomen.

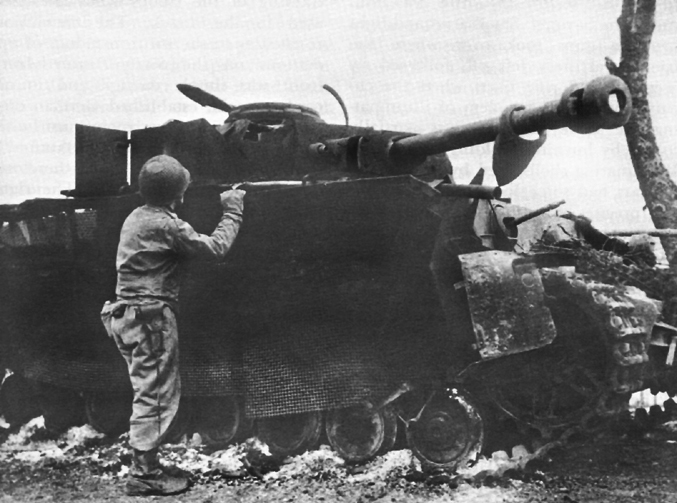
Een Amerikaanse soldaat inspecteert een wrak van een Panzerkampfwagen IV, een ouder model dat in 1944 nog veel gebruikt werd

Vanaf 5 januari nam de Duitse druk af. Hoewel Montgomery en Bradley maar weinig vorderden, werd de toestand voor de Duitsers nu zeer hachelijk. Op 7 januari stonden ten westen van de lijn Luik-Houffalize-Bastenaken zeven Duitse pantserdivisies en er was nog maar één weg terug: door Houffalize. Dat stadje was echter in de nacht van 6 januari platgebombardeerd om de Duitse bewegingen te hinderen. Het lag daarna onder continu geallieerd spervuur. Nu werd het ook Hitler duidelijk dat een omsingeling dreigde. Hij gaf op 8 januari bevel tot een beperkte terugtocht achter deze lijn. De volgende dag merkten de geallieerden dat vooral de Duitse pantsereenheden zich begonnen los te maken van het front. De SS-eenheden werden met voorrang gered. Langzaam gingen in de daaropvolgende dagen de geallieerden vooruit. Op 10 januari viel La Roche-en-Ardenne in handen van de geallieerden. Op 11 januari werd Saint-Hubert veroverd en op 16 januari reikten de soldaten van het uit het noorden komende Amerikaanse 1e Leger en het uit het zuiden komende Amerikaanse 3e Leger elkaar de hand te midden van de puinhopen van Houffalize. Op dat moment waren alle grotere Duitse eenheden al naar het oosten ontsnapt.
Een dag later kwam het Amerikaanse 1e Leger weer onder commando van Bradley; het Amerikaanse 9e Leger bleef onder Montgomery. Het was een oplossing die geen van beide bevelhebbers tevreden stelde. Hoewel Eisenhowers eerdere beslissing het 1e en 9e Leger onder bevel van Montgomery te brengen militair gezien juist was geweest, had Bradley dit moeilijk kunnen verkroppen. Montgomery poogde zelfs weer overkoepelend operationeel bevelhebber te worden van alle troepen aan het westfront (overall field forces commander), zoals hij tijdens de Slag om Normandië geweest was. Pas toen zijn eigen staf hem duidelijk maakte dat een geërgerde Eisenhower op het punt stond van de Britse regering te eisen dat men hem naar het vaderland terug zou roepen, bond Montgomery in. In een persconferentie over de slag deed hij het echter in zelfgenoegzame bewoordingen voorkomen alsof hij die in zijn eentje geleid en tot een goed einde gebracht had. De Duitse propagandadienst stookte nog eens extra tussen beide bondgenoten door valse Britse radioprogramma's uit te zenden die Montgomery ophemelden en Bradley als een incompetente sukkel voorstelden die alleen door Britse hulp een totale nederlaag bespaard was gebleven.
Met de verovering van Houffalize was de Duitse saillant opgeruimd en was de Slag om de Ardennen strategisch gezien ten einde. In de daaropvolgende twaalf dagen drongen de Amerikanen de Duitsers terug naar de Westwall. Mede door acties van de geallieerde luchtmacht verloren de Duitsers op de weg terug nog veel materieel. Voor het overige liep de slag langzaam ten einde. Gedurende de laatste twee weken werkte men in de geallieerde stafkwartieren in hoofdzaak aan de plannen voor de aanval op de Roer en Rijn.

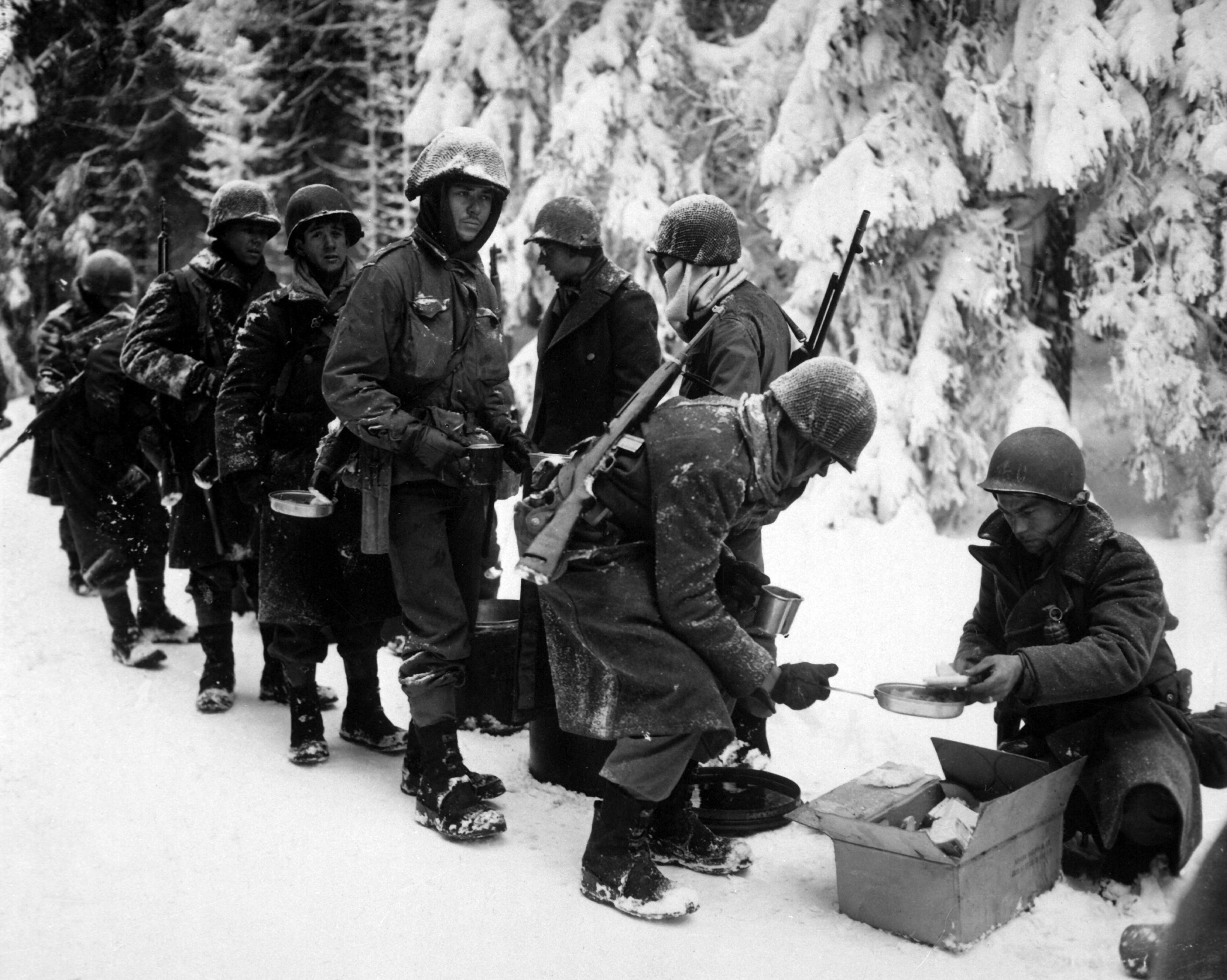
Amerikaanse troepen krijgen een maaltijd op weg naar La Roche-en-Ardenne op 13 januari 1945.

Op 15 januari had Hitler zijn hoofdkwartier in Ziegenberg verlaten en was naar Berlijn gevlogen. Het 6e Pantserleger werd op 20 januari uit de Ardennen teruggeroepen om het aan het oostfront te kunnen inzetten, want op 12 januari waren de Sovjettroepen in beweging gekomen voor hun reusachtige offensief over de Weichsel. Eind januari werd de frontlijn van 15 december weer bereikt. Aan het oostfront werden de Duitsers echter steeds verder teruggedrongen. Oost-Pruisen werd afgesneden van het Reich en het Rode Leger bereikte de Oder. Tevens wisten de Sovjets het Opper-Silezische industriegebied te veroveren.
In het late najaar van 1944 waren de geallieerden zo gewend geraakt te denken dat de Wehrmacht op het punt stond ineen te storten, dat het Ardennenoffensief als een volslagen verrassing kwam. Het offensief leidde op verschillende plaatsen tot paniekreacties, zij het niet op het hoogste niveau. Vooral Eisenhower bewees zijn grote kwaliteiten als coördinator, die de spanningen in het geallieerde kamp (die met de Fransen over Straatsburg en die tussen Bradley en Montgomery over de bevelvoering) goed wist te beheersen.

## De gevolgen

### De verliezen
|              | Doden  | Vermisten | Gewonden | Totaal |
| ------------ | ------ | --------- | -------- | ------ |
| Duitsers     | 17.236 | 16.000    | 34.439   | 67.675 |
| Geallieerden | 19.276 | 21.144    | 47.139   | 87.559 |

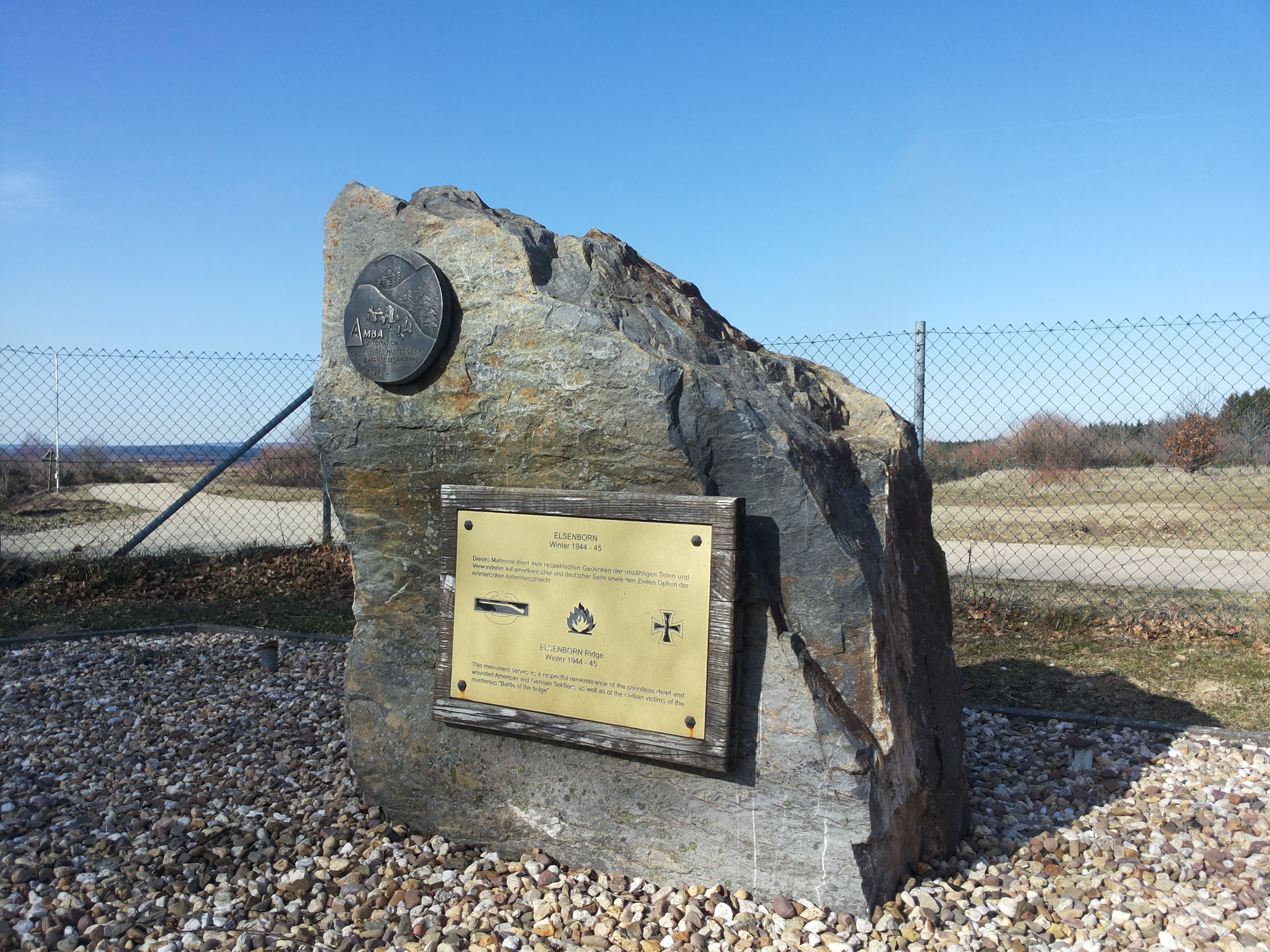
Gedenkteken voor de gevallenen in het Ardennenoffensief

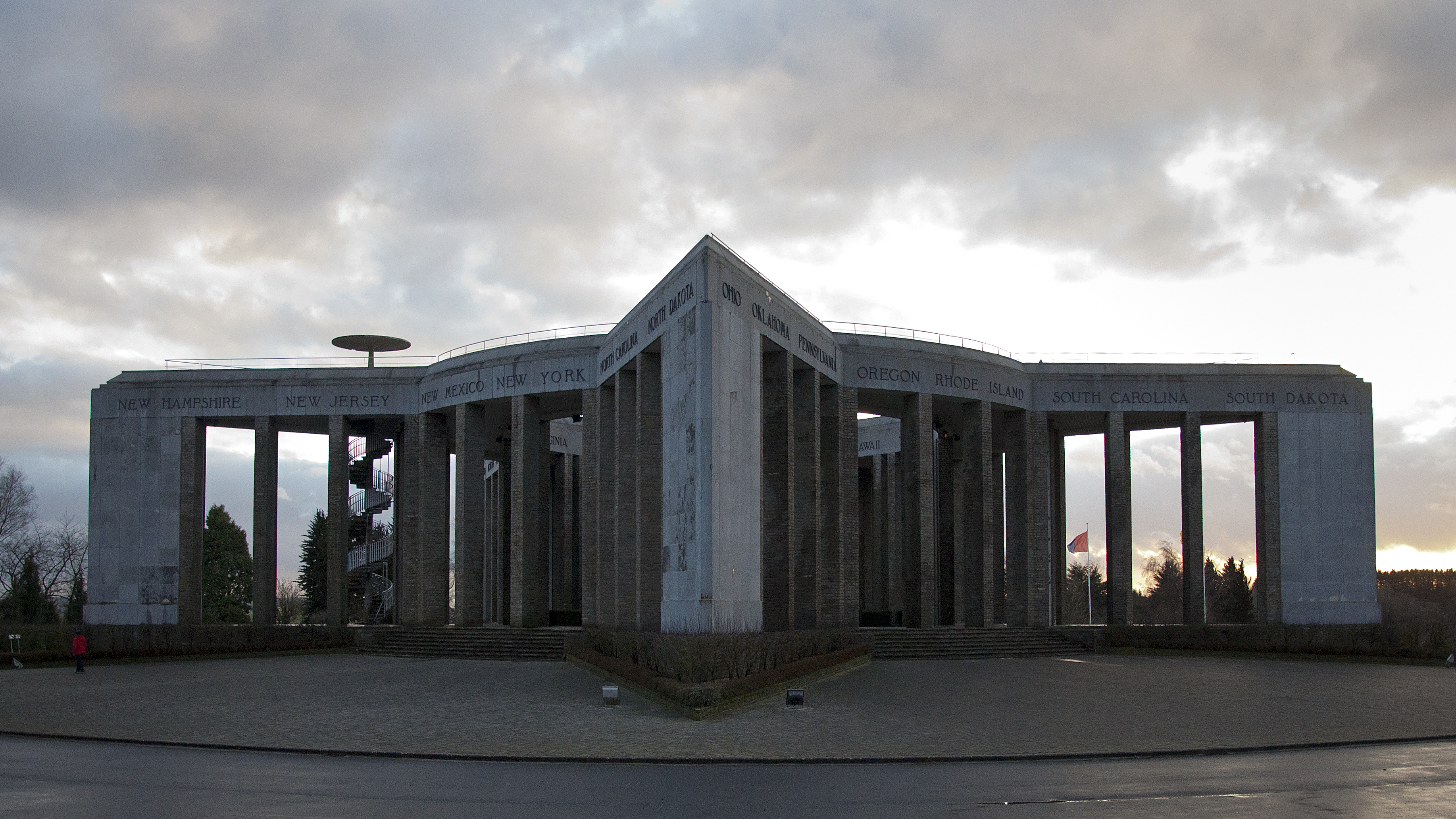
Mémorial du Mardasson, ter nagedachtenis aan de Slag om de Ardennen (België)

Hoewel de Britten ook hebben meegestreden in de Slag om de Ardennen, was hun rol beperkt. Slechts 2% van de geallieerde verliezen kwamen voor hun rekening. Naast het grote verlies aan mensenlevens, ging ook een groot aantal tanks verloren. In de Ardennen werden 733 tanks door de Duitsers buiten gevecht gesteld. Daarnaast gingen 529 vliegtuigen verloren.
Voor de Duitsers waren de menselijke en materiële verliezen tijdens deze gedurfde aanval eveneens groot. In de Ardennen werden 324 Duitse tanks, 320 vliegtuigen en 6.000 voertuigen door de geallieerden onherstelbaar beschadigd.

### Gevolgen voor de rest van de oorlog
Hitler wist met zijn offensief de frontale aanval op de Westwall zes weken uit te stellen. Het grote verschil tussen de geallieerde en de Duitse verliezen was, dat de geallieerde vervangen konden worden en de Duitse niet. De Duitsers konden bressen in het front nu niet meer dichten; de geallieerden konden nu zowel vanuit het westen als vanuit het oosten doorstoten naar het volgende doel. Het Ardennenoffensief beroofde het oostfront van een dringend noodzakelijke pantserreserve. In het oosten konden de Duitsers de doorgebroken troepen van de Sovjet-Unie niet stoppen en daardoor stonden de Sovjets al snel vlak voor Berlijn. De Duitse troepen, verspreid over twee fronten, zouden tegen de oprukkende legers nooit het tij kunnen keren. Naast de fronten in het Oosten en het Westen was er nog het Italiaanse front in het Zuiden, waar ruim 439.000 Duitse troepen met zo'n 160.000 Italianen stonden opgesteld.

## Herdenking
Elk jaar wordt de Slag om de Ardennen herdacht in Bastenaken. Daarvoor reizen onder andere Amerikaanse oud-strijders en hun familie af naar België.

## Musea over de slag
- Baugnez 44 Historical Center, vooral over het bloedbad van Malmedy; dicht bij de plaats waar dit zich afspeelde (permanent gesloten sinds Januari 2023)
- Bastogne War Museum, gelegen naast het Mémorial du Mardasson
- Nationales Militärgeschichtliches Museum te Diekirch
- 101 Airborne Museum rue de la Gure Bastogne

## Media
De Slag om de Ardennen is een populair thema in de media dat met grote regelmaat voorkomt in films en computergames.

### Films
De Slag om de Ardennen komt voor in de onderstaande films:
- Band of Brothers (tv-serie)
- Battleground
- Battle of the Bulge (1965)
- Battle of the Bulge (documentaire)
- Silent Night
- Patton (1970)
- A Midnight Clear
- Hart's War
- Saints and Soldiers
- Battleground: The Art of War, een serie van Discovery Channel
- Generals At War: Battle of the Bulge, een aflevering van een serie van National Geographic Channel
- The Wereth Eleven (2011)

### Games
De Slag om de Ardennen komt voor in de onderstaande computergames:
- Battlefield 1942
- Call of Duty
- Call of Duty: United Offensive
- Call of Duty: WWII
- Hearts of Iron II
- Medal of Honor: European Assault
- Medal of Honor: Spearhead
- Close Combat IV: Battle of the Bulge
- Command Ops: Battles from the Bulge
- Memoir '44
- Advanced Squad Leader
- FAB: The Bulge
- Battle of the Bulge Bitter Woods
- Wacht am Rhein
- Tigers in the Mist and Ardennes '44
- Ardennes
- Blitzkrieg
- Blitzkrieg '2
- Wings of prey
- Ruse
- Company of Heroes 2 - Ardennes Assault
- Crusade in Europe